# Chính phủ Mussolini
Chính phủ Mussolini là chính phủ lâu dài nhất trong lịch sử nước Ý thống nhất, tại vị từ ngày 31 tháng 10 năm 1922 đến ngày 25 tháng 7 năm 1943, tổng cộng 7,573 ngày, tức là 20 năm, 8 tháng và 25 ngày, trong thời kỳ chế độ phát xít.
Chính phủ Mussolini nổi tiếng với tính chất độc tài, ngày càng gia tăng theo thời gian. Mussolini và Đảng Phát xít Quốc gia, đã thiết lập một chế độ toàn trị, dần dần loại bỏ các quyền tự do dân chủ và các quyền công dân. Chính phủ đã nhận được sự tín nhiệm Hạ viện vào ngày 17 tháng 11 năm 1922, sau cuộc Hành quân đến Roma, với 306 phiếu thuận, 116 phiếu chống và 7 phiếu trắng. Vào ngày 29 tháng 11, Thượng viện Vương quốc xác nhận sự tín nhiệm với 196 phiếu thuận và 19 phiếu chống.
Cho đến ngày 1 tháng 7 năm 1924, chính phủ bao gồm các đại diện phát xít, dân chủ, tự do và dân tộc. Giai đoạn đầu này chứng kiến một liên minh rộng lớn hơn bao gồm nhiều nhóm chính trị, nhưng theo thời gian, Mussolini đã củng cố quyền lực chỉ trong tay Đảng Phát xít. Chính phủ chấm dứt vào ngày 25 tháng 7 năm 1943, sau khi bản nghị quyết Grandi được Đại Hội đồng Phát xít phê chuẩn. Sự kiện này đánh dấu sự kết thúc của chế độ phát xít và việc Mussolini bị bắt giữ.

## Lịch sử
Năm 1919, Benito Mussolini thành lập tổ chức chính trị Fasci Italiani di Combattimento (Phát xít Chiến đấu Ý), tiền thân của Đảng Phát xít Quốc gia Ý (Partito Nazionale Fascista - PNF).  Năm 1921, PNF được chính thức thành lập và nhanh chóng thu hút sự ủng hộ của nhiều người dân Ý bất mãn với tình trạng bất ổn sau Thế chiến thứ nhất.
Năm 1922, Mussolini tổ chức cuộc Hành quân về Rome (Marcia su Roma) với mục tiêu giành quyền lực. Ngày 29 tháng 10 năm 1922, Vua Victor Emmanuel III của Ý yêu cầu Mussolini thành lập chính phủ mới, chính thức đưa ông lên làm Thủ tướng.

## Hoạt động

### Củng cố Quyền Lực
Từ năm 1925 đến năm 1926, Mussolini và Đảng Phát xít bắt đầu củng cố quyền lực, thông qua nhiều biện pháp để loại bỏ đối thủ chính trị và hạn chế quyền tự do báo chí. Các đạo luật được ban hành để tạo nên một nhà nước độc tài với Mussolini nắm quyền tuyệt đối. Năm 1926, Mussolini tự xưng là "Il Duce" (Lãnh tụ), khẳng định quyền lực tuyệt đối của mình.

### Chính sách và hoạt động
Chính phủ Mussolini theo đuổi chính sách kinh tế tự cung tự cấp (autarky), nhằm giảm sự phụ thuộc vào nước ngoài và thúc đẩy sản xuất trong nước. Nhiều dự án công trình lớn như xây dựng cầu, đường, và phát triển các khu vực nông nghiệp đã được tiến hành. Mussolini thúc đẩy các chính sách xã hội nhằm tăng cường tinh thần dân tộc và sự trung thành với chế độ Phát xít. Hệ thống giáo dục và các tổ chức thanh niên như Opera Nazionale Balilla được sử dụng để tuyên truyền và đào tạo thế hệ trẻ theo tư tưởng Phát xít.
Chính phủ Mussolini theo đuổi chính sách ngoại giao mạnh mẽ, tìm cách mở rộng ảnh hưởng của Ý. Năm 1935, Ý xâm lược Ethiopia, đánh dấu sự mở rộng của đế quốc Ý. Mussolini cũng tham gia vào Thế chiến thứ hai (1939-1945) cùng phe Trục (Axis Powers) với Đức Quốc xã.

## Tổ chức Chính phủ
Vào thời điểm thành lập chính phủ gồm có:
- Thủ tướng Đảng Phát xít: Benito Mussolini;
- 3 bộ trưởng Đảng Phát xít: Alberto de' Stefani, Giovanni Giuriati và Aldo Oviglio;
- 2 bộ trưởng Đảng Nhân dân: Stefano Cavazzoni và Vincenzo Tangorra;
- 2 bộ trưởng Đảng Dân chủ Xã hội: Gabriello Carnazza, sau này là phát xít, và Giovanni Antonio Colonna di Cesarò;
- 2 bộ trưởng Đảng Tự do: Giuseppe De Capitani d'Arzago (Salandrino), Teofilo Rossi (Giolittian, giống như người kế nhiệm Orso Mario Corbino);
- 1 bộ trưởng chủ nghĩa dân tộc, rồi phát xít: Luigi Federzoni;
- 2 bộ trưởng thuộc quân sự: Armando Diaz và Paolo Thaon từ Revel;
- 1 bộ trưởng không đảng phái, sau đó là phát xít: Giovanni Gentile.

## Đảng liên minh

### Từ 1922 tới 1924

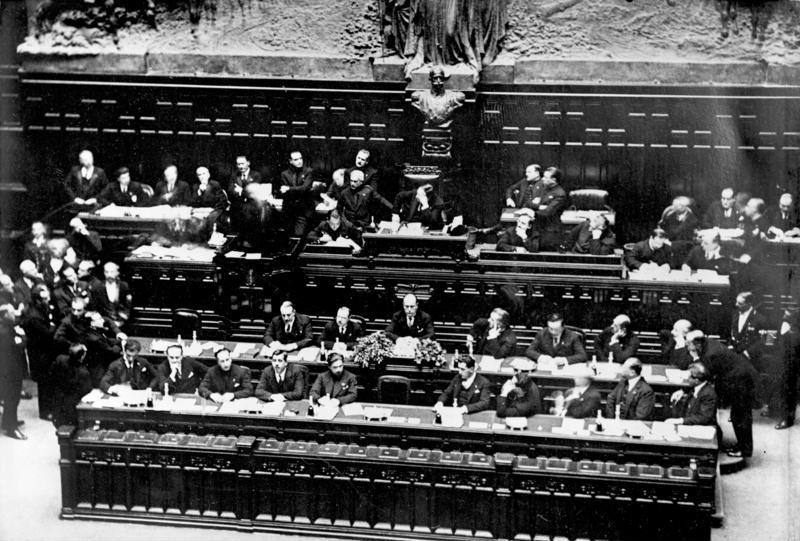
Chính phủ Mussolini tại Hạ viện (1930)

Từ khi thành lập cho đến năm 1924, chính phủ gồm có các đảng sau:
| Đảng | Đảng                         | Tư tưởng               | Lãnh đạo                 |
| ---- | ---------------------------- | ---------------------- | ------------------------ |
|      | Đảng Phát xít Quốc gia       | Phát xít               | Benito Mussolini         |
|      | Đảng Nhân dân                | Dân chủ Kitô giáo      | Luigi Sturzo             |
|      | Đảng Tự do Ý                 | Chủ nghĩa tự do        | Giovanni Giolitti        |
|      | Dân chủ Xã hội               | Chủ nghĩa tự do xã hội | Giovanni Antonio Colonna |
|      | Hiệp hội Chủ nghĩa Dân tộc Ý | Chủ nghĩa dân tộc      | Enrico Corradini         |

### Từ 1924 tới 1943
Cho đến ngày 1 tháng 7 năm 1924, chính phủ bao gồm những người theo chủ nghĩa phát xít, bình dân, tự do và dân tộc chủ nghĩa. Từ năm 1924 đến năm 1943, với sự chuyển đổi của Ý thành chế độ độc tài toàn trị độc đảng, chính phủ chỉ được thành lập bởi các thành viên của Đảng Phát xít Quốc gia.
| Đảng | Đảng                   | Tư tưởng | Lãnh đạo         |
| ---- | ---------------------- | -------- | ---------------- |
|      | Đảng Phát xít Quốc gia | Phát xít | Benito Mussolini |

## Danh sách thành viên
| Chức danh                                  | Người nằm quyền             | Người nằm quyền | Người nằm quyền | Thứ trưởng |
| Chủ tịch Hội đồng Bộ trưởng                | Chủ tịch Hội đồng Bộ trưởng | Chủ tịch Hội đồng Bộ trưởng | Chủ tịch Hội đồng Bộ trưởng | Thứ trưởng phụ trách Chủ tịch Hội đồng Bộ trưởng |
| ------------------------------------------ | --------------------------- | --- | --- | --- |
| Lãnh đạo chính phủ Thủ tướng Quốc vụ khanh |                             | | Benito Mussolini (PNF) | - Giacomo Acerbo (PNF) (từ 31 tháng 10 năm 1922 đến 3 tháng 7 năm 1924) - Giacomo Suardo (PNF) (từ 3 tháng 7 năm 1924 đến 21 tháng 12 năm 1927) - Francesco Giunta (PNF) (từ 21 tháng 12 năm 1927 đến 20 tháng 7 năm 1932) - Edmondo Rossoni (PNF) (từ 20 tháng 7 năm 1932 đến 24 tháng 1 năm 1935) - Galeazzo Ciano (PNF)(từ 6 tháng 9 năm 1934 đến 26 tháng 6 năm 1935) - Giacomo Medici Del Vascello (PNF) từ 24 tháng 1 năm 1935 đến 31 tháng 10 năm 1939) - Felice Guarneri (PNF) (từ 2 tháng 1 năm 1936 đến 20 tháng 11 năm 1937) - Luigi Russo (PNF) (từ 31 tháng 10 năm 1939 đến 6 tháng 2 năm 1943) - Carlo Favagrossa (PNF)(từ 23 tháng 5 năm 1940 đến 6 tháng 2 năm 1943) - Amilcare Rossi (PNF) (từ 6 tháng 2 năm 1943 đến 25 tháng 7 năm 1943) |
| Bộ                                         | Bộ trưởng                   | Bộ trưởng | Bộ trưởng | Thứ trưởng |
| Đối ngoại                                  |                             | | Benito Mussolini (PNF) (tạm quyền từ 31 tháng 10 năm 1922 đến 17 tháng 6 năm 1924, đương nhiệm từ 17 tháng 6 năm 1924 đến 12 tháng 9 năm 1929)                 | - Ernesto Vassallo (PPI) (từ 31 tháng 10 năm 1922 đến 27 tháng 4 năm 1923) - Dino Grandi (PNF) (từ 14 tháng 5 năm 1925 đến 12 tháng 9 năm 1929) - Amedeo Fani (PNF) (từ 12 tháng 9 năm 1929 đến 20 tháng 7 năm 1932) - Fulvio Suvich (PNF) (từ 20 tháng 7 năm 1932 đến 11 tháng 6 năm 1936) - Giuseppe Bastianini (PNF) (từ 11 tháng 6 năm 1936 đến 14 tháng 10 năm 1939) - Zenone Benini (PNF)(từ 18 tháng 4 năm 1939 đến 31 tháng 7 năm 1941) - Giuseppe Bastianini (PNF) (từ 6 tháng 2 năm 1943 đến 25 tháng 7 năm 1943) |
| Đối ngoại                                  |                             | Dino Grandi (PNF) (từ 12 tháng 9 năm 1929 đến 20 tháng 7 năm 1932)                                                                                             | | - Ernesto Vassallo (PPI) (từ 31 tháng 10 năm 1922 đến 27 tháng 4 năm 1923) - Dino Grandi (PNF) (từ 14 tháng 5 năm 1925 đến 12 tháng 9 năm 1929) - Amedeo Fani (PNF) (từ 12 tháng 9 năm 1929 đến 20 tháng 7 năm 1932) - Fulvio Suvich (PNF) (từ 20 tháng 7 năm 1932 đến 11 tháng 6 năm 1936) - Giuseppe Bastianini (PNF) (từ 11 tháng 6 năm 1936 đến 14 tháng 10 năm 1939) - Zenone Benini (PNF)(từ 18 tháng 4 năm 1939 đến 31 tháng 7 năm 1941) - Giuseppe Bastianini (PNF) (từ 6 tháng 2 năm 1943 đến 25 tháng 7 năm 1943) |
| Đối ngoại                                  |                             | Benito Mussolini (PNF) (từ 20 tháng 7 năm 1932 đến 11 tháng 6 năm 1936)                                                                                        | | - Ernesto Vassallo (PPI) (từ 31 tháng 10 năm 1922 đến 27 tháng 4 năm 1923) - Dino Grandi (PNF) (từ 14 tháng 5 năm 1925 đến 12 tháng 9 năm 1929) - Amedeo Fani (PNF) (từ 12 tháng 9 năm 1929 đến 20 tháng 7 năm 1932) - Fulvio Suvich (PNF) (từ 20 tháng 7 năm 1932 đến 11 tháng 6 năm 1936) - Giuseppe Bastianini (PNF) (từ 11 tháng 6 năm 1936 đến 14 tháng 10 năm 1939) - Zenone Benini (PNF)(từ 18 tháng 4 năm 1939 đến 31 tháng 7 năm 1941) - Giuseppe Bastianini (PNF) (từ 6 tháng 2 năm 1943 đến 25 tháng 7 năm 1943) |
| Đối ngoại                                  |                             | Galeazzo Ciano (PNF) (từ 11 tháng 6 năm 1936 đến 6 tháng 2 năm 1943)                                                                                           | | - Ernesto Vassallo (PPI) (từ 31 tháng 10 năm 1922 đến 27 tháng 4 năm 1923) - Dino Grandi (PNF) (từ 14 tháng 5 năm 1925 đến 12 tháng 9 năm 1929) - Amedeo Fani (PNF) (từ 12 tháng 9 năm 1929 đến 20 tháng 7 năm 1932) - Fulvio Suvich (PNF) (từ 20 tháng 7 năm 1932 đến 11 tháng 6 năm 1936) - Giuseppe Bastianini (PNF) (từ 11 tháng 6 năm 1936 đến 14 tháng 10 năm 1939) - Zenone Benini (PNF)(từ 18 tháng 4 năm 1939 đến 31 tháng 7 năm 1941) - Giuseppe Bastianini (PNF) (từ 6 tháng 2 năm 1943 đến 25 tháng 7 năm 1943) |
| Đối ngoại                                  |                             | Benito Mussolini (PNF) (từ 6 tháng 2 năm 1943 đến 25 tháng 7 năm 1943)                                                                                         | | - Ernesto Vassallo (PPI) (từ 31 tháng 10 năm 1922 đến 27 tháng 4 năm 1923) - Dino Grandi (PNF) (từ 14 tháng 5 năm 1925 đến 12 tháng 9 năm 1929) - Amedeo Fani (PNF) (từ 12 tháng 9 năm 1929 đến 20 tháng 7 năm 1932) - Fulvio Suvich (PNF) (từ 20 tháng 7 năm 1932 đến 11 tháng 6 năm 1936) - Giuseppe Bastianini (PNF) (từ 11 tháng 6 năm 1936 đến 14 tháng 10 năm 1939) - Zenone Benini (PNF)(từ 18 tháng 4 năm 1939 đến 31 tháng 7 năm 1941) - Giuseppe Bastianini (PNF) (từ 6 tháng 2 năm 1943 đến 25 tháng 7 năm 1943) |
| Nội vụ                                     |                             | | Benito Mussolini (PNF) (từ 31 tháng 10 năm 1922 đến 17 tháng 6 năm 1924)                                                                                       | - Aldo Finzi (PNF) (từ 31 tháng 10 năm 1922 đến 17 tháng 6 năm 1924) - Dino Grandi (PNF) (từ 3 tháng 7 năm 1924 đến 14 tháng 5 năm 1925) - Attilio Teruzzi (PNF) (từ 14 tháng 5 năm 1925 đến 6 tháng 11 năm 1926) - Giacomo Suardo (PNF) (từ 6 tháng 11 năm 1926 đến 13 tháng 3 năm 1928) - Michele Bianchi (PNF) (từ 13 tháng 3 năm 1928 đến 12 tháng 9 năm 1929) - Leandro Arpinati (PNF) (từ 12 tháng 9 năm 1929 đến 8 tháng 5 năm 1933) - Guido Buffarini Guidi (PNF) (từ 8 tháng 5 năm 1933 đến 6 tháng 2 năm 1943) - Umberto Albini (từ 6 tháng 2 năm 1943 đến 25 tháng 7 năm 1943) |
| Nội vụ                                     |                             | Luigi Federzoni (PNF) (từ 17 tháng 7 năm 1924 đến 6 tháng 11 năm 1926)                                                                                         | | - Aldo Finzi (PNF) (từ 31 tháng 10 năm 1922 đến 17 tháng 6 năm 1924) - Dino Grandi (PNF) (từ 3 tháng 7 năm 1924 đến 14 tháng 5 năm 1925) - Attilio Teruzzi (PNF) (từ 14 tháng 5 năm 1925 đến 6 tháng 11 năm 1926) - Giacomo Suardo (PNF) (từ 6 tháng 11 năm 1926 đến 13 tháng 3 năm 1928) - Michele Bianchi (PNF) (từ 13 tháng 3 năm 1928 đến 12 tháng 9 năm 1929) - Leandro Arpinati (PNF) (từ 12 tháng 9 năm 1929 đến 8 tháng 5 năm 1933) - Guido Buffarini Guidi (PNF) (từ 8 tháng 5 năm 1933 đến 6 tháng 2 năm 1943) - Umberto Albini (từ 6 tháng 2 năm 1943 đến 25 tháng 7 năm 1943) |
| Nội vụ                                     |                             | Benito Mussolini (PNF) (từ 6 tháng 11 năm 1926 đến 25 tháng 7 năm 1943)                                                                                        | | - Aldo Finzi (PNF) (từ 31 tháng 10 năm 1922 đến 17 tháng 6 năm 1924) - Dino Grandi (PNF) (từ 3 tháng 7 năm 1924 đến 14 tháng 5 năm 1925) - Attilio Teruzzi (PNF) (từ 14 tháng 5 năm 1925 đến 6 tháng 11 năm 1926) - Giacomo Suardo (PNF) (từ 6 tháng 11 năm 1926 đến 13 tháng 3 năm 1928) - Michele Bianchi (PNF) (từ 13 tháng 3 năm 1928 đến 12 tháng 9 năm 1929) - Leandro Arpinati (PNF) (từ 12 tháng 9 năm 1929 đến 8 tháng 5 năm 1933) - Guido Buffarini Guidi (PNF) (từ 8 tháng 5 năm 1933 đến 6 tháng 2 năm 1943) - Umberto Albini (từ 6 tháng 2 năm 1943 đến 25 tháng 7 năm 1943) |
| Công trình công cộng                       |                             | | Gabriello Carnazza (PDSI, kể từ năm 1923 PNF) (từ 31 tháng 10 năm 1922 đến 1 tháng 7 năm 1924)                                                                 | - Alessandro Sardi (ANI) (từ 31 tháng 10 năm 1922 đến 3 tháng 7 năm 1924) - Edoardo Torre (PNF) (từ 4 tháng 1 năm 1923 đến 30 tháng 4 năm 1924) - Antonio Scialoja (Ind.) (từ 3 tháng 7 năm 1924 đến 12 tháng 1 năm 1925) - Alfredo Petrillo (PLI) (từ 12 tháng 1 năm 1925 đến 31 tháng 10 năm 1925) - Michele Bianchi (PNF) (từ 31 tháng 10 năm 1925 đến 13 tháng 3 năm 1928) - Araldo di Crollalanza (PNF) (từ 9 tháng 7 năm 1928 đến 13 tháng 2 năm 1930) - Antonio Leoni (PNF) (từ 15 tháng 2 năm 1930 đến 24 tháng 2 năm 1935) - Giuseppe Cobolli Gigli (PNF) (từ 24 tháng 1 năm 1935 đến 5 tháng 9 năm 1935) - Pio Calletti (PNF) (từ 18 tháng 2 năm 1941 đến 25 tháng 7 năm 1943) |
| Công trình công cộng                       |                             | Gino Sarrocchi (PNF) (từ 1 tháng 7 năm 1924 đến 5 tháng 1 năm 1925)                                                                                            | | - Alessandro Sardi (ANI) (từ 31 tháng 10 năm 1922 đến 3 tháng 7 năm 1924) - Edoardo Torre (PNF) (từ 4 tháng 1 năm 1923 đến 30 tháng 4 năm 1924) - Antonio Scialoja (Ind.) (từ 3 tháng 7 năm 1924 đến 12 tháng 1 năm 1925) - Alfredo Petrillo (PLI) (từ 12 tháng 1 năm 1925 đến 31 tháng 10 năm 1925) - Michele Bianchi (PNF) (từ 31 tháng 10 năm 1925 đến 13 tháng 3 năm 1928) - Araldo di Crollalanza (PNF) (từ 9 tháng 7 năm 1928 đến 13 tháng 2 năm 1930) - Antonio Leoni (PNF) (từ 15 tháng 2 năm 1930 đến 24 tháng 2 năm 1935) - Giuseppe Cobolli Gigli (PNF) (từ 24 tháng 1 năm 1935 đến 5 tháng 9 năm 1935) - Pio Calletti (PNF) (từ 18 tháng 2 năm 1941 đến 25 tháng 7 năm 1943) |
| Công trình công cộng                       |                             | Giovanni Giuriati (PNF) (từ 5 tháng 1 năm 1925 đến 30 tháng 4 năm 1929)                                                                                        | | - Alessandro Sardi (ANI) (từ 31 tháng 10 năm 1922 đến 3 tháng 7 năm 1924) - Edoardo Torre (PNF) (từ 4 tháng 1 năm 1923 đến 30 tháng 4 năm 1924) - Antonio Scialoja (Ind.) (từ 3 tháng 7 năm 1924 đến 12 tháng 1 năm 1925) - Alfredo Petrillo (PLI) (từ 12 tháng 1 năm 1925 đến 31 tháng 10 năm 1925) - Michele Bianchi (PNF) (từ 31 tháng 10 năm 1925 đến 13 tháng 3 năm 1928) - Araldo di Crollalanza (PNF) (từ 9 tháng 7 năm 1928 đến 13 tháng 2 năm 1930) - Antonio Leoni (PNF) (từ 15 tháng 2 năm 1930 đến 24 tháng 2 năm 1935) - Giuseppe Cobolli Gigli (PNF) (từ 24 tháng 1 năm 1935 đến 5 tháng 9 năm 1935) - Pio Calletti (PNF) (từ 18 tháng 2 năm 1941 đến 25 tháng 7 năm 1943) |
| Công trình công cộng                       |                             | Benito Mussolini (PNF) (từ 30 tháng 4 năm 1929 đến 12 tháng 9 năm 1929)                                                                                        | | - Alessandro Sardi (ANI) (từ 31 tháng 10 năm 1922 đến 3 tháng 7 năm 1924) - Edoardo Torre (PNF) (từ 4 tháng 1 năm 1923 đến 30 tháng 4 năm 1924) - Antonio Scialoja (Ind.) (từ 3 tháng 7 năm 1924 đến 12 tháng 1 năm 1925) - Alfredo Petrillo (PLI) (từ 12 tháng 1 năm 1925 đến 31 tháng 10 năm 1925) - Michele Bianchi (PNF) (từ 31 tháng 10 năm 1925 đến 13 tháng 3 năm 1928) - Araldo di Crollalanza (PNF) (từ 9 tháng 7 năm 1928 đến 13 tháng 2 năm 1930) - Antonio Leoni (PNF) (từ 15 tháng 2 năm 1930 đến 24 tháng 2 năm 1935) - Giuseppe Cobolli Gigli (PNF) (từ 24 tháng 1 năm 1935 đến 5 tháng 9 năm 1935) - Pio Calletti (PNF) (từ 18 tháng 2 năm 1941 đến 25 tháng 7 năm 1943) |
| Công trình công cộng                       |                             | Michele Bianchi (PNF) (từ 12 tháng 9 năm 1929 đến 3 tháng 2 năm 1930)                                                                                          | | - Alessandro Sardi (ANI) (từ 31 tháng 10 năm 1922 đến 3 tháng 7 năm 1924) - Edoardo Torre (PNF) (từ 4 tháng 1 năm 1923 đến 30 tháng 4 năm 1924) - Antonio Scialoja (Ind.) (từ 3 tháng 7 năm 1924 đến 12 tháng 1 năm 1925) - Alfredo Petrillo (PLI) (từ 12 tháng 1 năm 1925 đến 31 tháng 10 năm 1925) - Michele Bianchi (PNF) (từ 31 tháng 10 năm 1925 đến 13 tháng 3 năm 1928) - Araldo di Crollalanza (PNF) (từ 9 tháng 7 năm 1928 đến 13 tháng 2 năm 1930) - Antonio Leoni (PNF) (từ 15 tháng 2 năm 1930 đến 24 tháng 2 năm 1935) - Giuseppe Cobolli Gigli (PNF) (từ 24 tháng 1 năm 1935 đến 5 tháng 9 năm 1935) - Pio Calletti (PNF) (từ 18 tháng 2 năm 1941 đến 25 tháng 7 năm 1943) |
| Công trình công cộng                       |                             | Araldo di Crollalanza (PNF) (từ 13 tháng 2 năm 1930 đến 24 tháng 1 năm 1935)                                                                                   | | - Alessandro Sardi (ANI) (từ 31 tháng 10 năm 1922 đến 3 tháng 7 năm 1924) - Edoardo Torre (PNF) (từ 4 tháng 1 năm 1923 đến 30 tháng 4 năm 1924) - Antonio Scialoja (Ind.) (từ 3 tháng 7 năm 1924 đến 12 tháng 1 năm 1925) - Alfredo Petrillo (PLI) (từ 12 tháng 1 năm 1925 đến 31 tháng 10 năm 1925) - Michele Bianchi (PNF) (từ 31 tháng 10 năm 1925 đến 13 tháng 3 năm 1928) - Araldo di Crollalanza (PNF) (từ 9 tháng 7 năm 1928 đến 13 tháng 2 năm 1930) - Antonio Leoni (PNF) (từ 15 tháng 2 năm 1930 đến 24 tháng 2 năm 1935) - Giuseppe Cobolli Gigli (PNF) (từ 24 tháng 1 năm 1935 đến 5 tháng 9 năm 1935) - Pio Calletti (PNF) (từ 18 tháng 2 năm 1941 đến 25 tháng 7 năm 1943) |
| Công trình công cộng                       |                             | Luigi Razza (PNF) (từ 24 tháng 1 năm 1935 đến 7 tháng 8 năm 1935)                                                                                              | | - Alessandro Sardi (ANI) (từ 31 tháng 10 năm 1922 đến 3 tháng 7 năm 1924) - Edoardo Torre (PNF) (từ 4 tháng 1 năm 1923 đến 30 tháng 4 năm 1924) - Antonio Scialoja (Ind.) (từ 3 tháng 7 năm 1924 đến 12 tháng 1 năm 1925) - Alfredo Petrillo (PLI) (từ 12 tháng 1 năm 1925 đến 31 tháng 10 năm 1925) - Michele Bianchi (PNF) (từ 31 tháng 10 năm 1925 đến 13 tháng 3 năm 1928) - Araldo di Crollalanza (PNF) (từ 9 tháng 7 năm 1928 đến 13 tháng 2 năm 1930) - Antonio Leoni (PNF) (từ 15 tháng 2 năm 1930 đến 24 tháng 2 năm 1935) - Giuseppe Cobolli Gigli (PNF) (từ 24 tháng 1 năm 1935 đến 5 tháng 9 năm 1935) - Pio Calletti (PNF) (từ 18 tháng 2 năm 1941 đến 25 tháng 7 năm 1943) |
| Công trình công cộng                       |                             | Giuseppe Cobolli Gigli (PNF) (từ 5 tháng 9 năm 1935 đến 31 tháng 10 năm 1939)                                                                                  | | - Alessandro Sardi (ANI) (từ 31 tháng 10 năm 1922 đến 3 tháng 7 năm 1924) - Edoardo Torre (PNF) (từ 4 tháng 1 năm 1923 đến 30 tháng 4 năm 1924) - Antonio Scialoja (Ind.) (từ 3 tháng 7 năm 1924 đến 12 tháng 1 năm 1925) - Alfredo Petrillo (PLI) (từ 12 tháng 1 năm 1925 đến 31 tháng 10 năm 1925) - Michele Bianchi (PNF) (từ 31 tháng 10 năm 1925 đến 13 tháng 3 năm 1928) - Araldo di Crollalanza (PNF) (từ 9 tháng 7 năm 1928 đến 13 tháng 2 năm 1930) - Antonio Leoni (PNF) (từ 15 tháng 2 năm 1930 đến 24 tháng 2 năm 1935) - Giuseppe Cobolli Gigli (PNF) (từ 24 tháng 1 năm 1935 đến 5 tháng 9 năm 1935) - Pio Calletti (PNF) (từ 18 tháng 2 năm 1941 đến 25 tháng 7 năm 1943) |
| Công trình công cộng                       |                             | Adelchi Serena (PNF) (từ 31 tháng 10 năm 1939 đến 30 tháng 10 năm 1940)                                                                                        | | - Alessandro Sardi (ANI) (từ 31 tháng 10 năm 1922 đến 3 tháng 7 năm 1924) - Edoardo Torre (PNF) (từ 4 tháng 1 năm 1923 đến 30 tháng 4 năm 1924) - Antonio Scialoja (Ind.) (từ 3 tháng 7 năm 1924 đến 12 tháng 1 năm 1925) - Alfredo Petrillo (PLI) (từ 12 tháng 1 năm 1925 đến 31 tháng 10 năm 1925) - Michele Bianchi (PNF) (từ 31 tháng 10 năm 1925 đến 13 tháng 3 năm 1928) - Araldo di Crollalanza (PNF) (từ 9 tháng 7 năm 1928 đến 13 tháng 2 năm 1930) - Antonio Leoni (PNF) (từ 15 tháng 2 năm 1930 đến 24 tháng 2 năm 1935) - Giuseppe Cobolli Gigli (PNF) (từ 24 tháng 1 năm 1935 đến 5 tháng 9 năm 1935) - Pio Calletti (PNF) (từ 18 tháng 2 năm 1941 đến 25 tháng 7 năm 1943) |
| Công trình công cộng                       |                             | Giuseppe Gorla (PNF) (từ 30 tháng 10 năm 1940 đến 6 tháng 2 năm 1943)                                                                                          | | - Alessandro Sardi (ANI) (từ 31 tháng 10 năm 1922 đến 3 tháng 7 năm 1924) - Edoardo Torre (PNF) (từ 4 tháng 1 năm 1923 đến 30 tháng 4 năm 1924) - Antonio Scialoja (Ind.) (từ 3 tháng 7 năm 1924 đến 12 tháng 1 năm 1925) - Alfredo Petrillo (PLI) (từ 12 tháng 1 năm 1925 đến 31 tháng 10 năm 1925) - Michele Bianchi (PNF) (từ 31 tháng 10 năm 1925 đến 13 tháng 3 năm 1928) - Araldo di Crollalanza (PNF) (từ 9 tháng 7 năm 1928 đến 13 tháng 2 năm 1930) - Antonio Leoni (PNF) (từ 15 tháng 2 năm 1930 đến 24 tháng 2 năm 1935) - Giuseppe Cobolli Gigli (PNF) (từ 24 tháng 1 năm 1935 đến 5 tháng 9 năm 1935) - Pio Calletti (PNF) (từ 18 tháng 2 năm 1941 đến 25 tháng 7 năm 1943) |
| Công trình công cộng                       |                             | Zenone Benini (PNF) (từ 6 tháng 2 năm 1943 đến 25 tháng 7 năm 1943)                                                                                            | | - Alessandro Sardi (ANI) (từ 31 tháng 10 năm 1922 đến 3 tháng 7 năm 1924) - Edoardo Torre (PNF) (từ 4 tháng 1 năm 1923 đến 30 tháng 4 năm 1924) - Antonio Scialoja (Ind.) (từ 3 tháng 7 năm 1924 đến 12 tháng 1 năm 1925) - Alfredo Petrillo (PLI) (từ 12 tháng 1 năm 1925 đến 31 tháng 10 năm 1925) - Michele Bianchi (PNF) (từ 31 tháng 10 năm 1925 đến 13 tháng 3 năm 1928) - Araldo di Crollalanza (PNF) (từ 9 tháng 7 năm 1928 đến 13 tháng 2 năm 1930) - Antonio Leoni (PNF) (từ 15 tháng 2 năm 1930 đến 24 tháng 2 năm 1935) - Giuseppe Cobolli Gigli (PNF) (từ 24 tháng 1 năm 1935 đến 5 tháng 9 năm 1935) - Pio Calletti (PNF) (từ 18 tháng 2 năm 1941 đến 25 tháng 7 năm 1943) |
| Lao động và an sinh xã hội                 |                             | | Stefano Cavazzoni (PPI) (từ 31 tháng 10 năm 1922 đến 27 tháng 4 năm 1923)                                                                                      | - Silvio Gai (PNF) (từ 31 tháng 10 năm 1922 đến 27 tháng 4 năm 1923) |
| Kho bạc                                    |                             | | Vincenzo Tangorra (PPI) (từ 31 tháng 10 năm 1922 đến 21 tháng 12 năm 1922)                                                                                     | - Alfredo Rocco (PNF) (từ 31 tháng 10 năm 1922 đến 31 tháng 12 năm 1922) - Cesare Maria De Vecchi (PNF) (dl 31 tháng 10 năm 1922 đến 31 tháng 12 năm 1922) |
| Kho bạc                                    |                             | Alberto de' Stefani (PNF) (tạm quyền, từ 21 tháng 12 năm 1922 đến 31 tháng 12 năm 1922)                                                                        | | - Alfredo Rocco (PNF) (từ 31 tháng 10 năm 1922 đến 31 tháng 12 năm 1922) - Cesare Maria De Vecchi (PNF) (dl 31 tháng 10 năm 1922 đến 31 tháng 12 năm 1922) |
| Nông nghiệp                                |                             | | Giuseppe De Capitani d'Arzago (PLI) (từ 31 tháng 10 năm 1922 đến 5 tháng 7 năm 1923)                                                                           | - Ottavio Corgini (PNF) (từ 31 tháng 10 năm 1922 đến 7 tháng 6 năm 1923) |
| Công nghiệp và Thương mại                  |                             | | Teofilo Rossi (PLI) (từ 31 tháng 10 năm 1922 đến 5 tháng 7 năm 1923)                                                                                           | - Giovanni Gronchi (PPI) (từ 31 tháng 10 năm 1922 đến 27 tháng 4 năm 1923) |
| Tư pháp và Tôn giáo                        |                             | | Aldo Oviglio (PNF) (từ 31 tháng 10 năm 1922 đến 5 tháng 1 năm 1925)                                                                                            | - Fulvio Milani (PPI) (từ 31 tháng 10 năm 1922 đến 27 tháng 4 năm 1923) - Paolo Mattei Gentili (PNF) (từ 2 tháng 7 năm 1924 đến 12 tháng 9 năm 1929) - Giuseppe Morelli (PNF) (từ 12 tháng 9 năm 1929 đến 20 tháng 7 năm 1932) |
| Tư pháp và Tôn giáo                        |                             | Alfredo Rocco (PNF) (từ 5 tháng 1 năm 1925 đến 20 tháng 7 năm 1932)                                                                                            | | - Fulvio Milani (PPI) (từ 31 tháng 10 năm 1922 đến 27 tháng 4 năm 1923) - Paolo Mattei Gentili (PNF) (từ 2 tháng 7 năm 1924 đến 12 tháng 9 năm 1929) - Giuseppe Morelli (PNF) (từ 12 tháng 9 năm 1929 đến 20 tháng 7 năm 1932) |
| Chiến tranh                                |                             | | Armando Diaz (Quân nhân) (từ 31 tháng 10 năm 1922 đến 30 tháng 4 năm 1924)                                                                                     | - Carlo Bonardi (PNF) (từ 31 tháng 10 năm 1922 đến 3 tháng 7 năm 1924) - Ambrogio Clerici (Quân nhân) (từ 3 tháng 7 năm 1924 đến 4 tháng 5 năm 1925) - Ugo Cavallero (Quân nhân) (từ 2 tháng 5 năm 1925 đến 24 tháng 11 năm 1928) - Pietro Gazzera (Quân nhân) (từ 24 tháng 11 năm 1928 đến 12 tháng 9 năm 1929) - Angelo Manaresi (PNF) (từ 12 tháng 9 năm 1929 đến 22 tháng 7 năm 1933) - Federico Baistrocchi (Quân nhân) (từ 22 tháng 7 năm 1933 đến 7 tháng 10 năm 1936) - Alberto Pariani (Quân nhân) (từ 7 tháng 10 năm 1936 đến 31 tháng 10 năm 1939) - Ubaldo Soddu (Quân nhân) (từ 31 tháng 10 năm 1939 đến 30 tháng 11 năm 1940) - Alfredo Guzzoni (Quân nhân) (từ 30 tháng 11 năm 1940 đến 24 tháng 5 năm 1941) - Antonio Scuero (Quân nhân) (từ 24 tháng 5 năm 1941 đến 13 tháng 2 năm 1943) - Antonio Sorice (Quân nhân) (từ 13 tháng 2 năm 1943 đến 25 tháng 7 năm 1943) |
| Chiến tranh                                |                             | Antonino Di Giorgio (PNF) (từ 30 tháng 4 năm 1924 đến 4 tháng 4 năm 1925)                                                                                      | | - Carlo Bonardi (PNF) (từ 31 tháng 10 năm 1922 đến 3 tháng 7 năm 1924) - Ambrogio Clerici (Quân nhân) (từ 3 tháng 7 năm 1924 đến 4 tháng 5 năm 1925) - Ugo Cavallero (Quân nhân) (từ 2 tháng 5 năm 1925 đến 24 tháng 11 năm 1928) - Pietro Gazzera (Quân nhân) (từ 24 tháng 11 năm 1928 đến 12 tháng 9 năm 1929) - Angelo Manaresi (PNF) (từ 12 tháng 9 năm 1929 đến 22 tháng 7 năm 1933) - Federico Baistrocchi (Quân nhân) (từ 22 tháng 7 năm 1933 đến 7 tháng 10 năm 1936) - Alberto Pariani (Quân nhân) (từ 7 tháng 10 năm 1936 đến 31 tháng 10 năm 1939) - Ubaldo Soddu (Quân nhân) (từ 31 tháng 10 năm 1939 đến 30 tháng 11 năm 1940) - Alfredo Guzzoni (Quân nhân) (từ 30 tháng 11 năm 1940 đến 24 tháng 5 năm 1941) - Antonio Scuero (Quân nhân) (từ 24 tháng 5 năm 1941 đến 13 tháng 2 năm 1943) - Antonio Sorice (Quân nhân) (từ 13 tháng 2 năm 1943 đến 25 tháng 7 năm 1943) |
| Chiến tranh                                |                             | Benito Mussolini (PNF) (tạm quyền, từ ngày 4 tháng 4 năm 1925 đến ngày 3 tháng 1 năm 1926, chính thức từ ngày 3 tháng 1 năm 1926 đến ngày 12 tháng 9 năm 1929) | | - Carlo Bonardi (PNF) (từ 31 tháng 10 năm 1922 đến 3 tháng 7 năm 1924) - Ambrogio Clerici (Quân nhân) (từ 3 tháng 7 năm 1924 đến 4 tháng 5 năm 1925) - Ugo Cavallero (Quân nhân) (từ 2 tháng 5 năm 1925 đến 24 tháng 11 năm 1928) - Pietro Gazzera (Quân nhân) (từ 24 tháng 11 năm 1928 đến 12 tháng 9 năm 1929) - Angelo Manaresi (PNF) (từ 12 tháng 9 năm 1929 đến 22 tháng 7 năm 1933) - Federico Baistrocchi (Quân nhân) (từ 22 tháng 7 năm 1933 đến 7 tháng 10 năm 1936) - Alberto Pariani (Quân nhân) (từ 7 tháng 10 năm 1936 đến 31 tháng 10 năm 1939) - Ubaldo Soddu (Quân nhân) (từ 31 tháng 10 năm 1939 đến 30 tháng 11 năm 1940) - Alfredo Guzzoni (Quân nhân) (từ 30 tháng 11 năm 1940 đến 24 tháng 5 năm 1941) - Antonio Scuero (Quân nhân) (từ 24 tháng 5 năm 1941 đến 13 tháng 2 năm 1943) - Antonio Sorice (Quân nhân) (từ 13 tháng 2 năm 1943 đến 25 tháng 7 năm 1943) |
| Chiến tranh                                |                             | Pietro Gazzera (PNF) (từ 12 tháng 9 năm 1929 đến 22 tháng 7 năm 1933)                                                                                          | | - Carlo Bonardi (PNF) (từ 31 tháng 10 năm 1922 đến 3 tháng 7 năm 1924) - Ambrogio Clerici (Quân nhân) (từ 3 tháng 7 năm 1924 đến 4 tháng 5 năm 1925) - Ugo Cavallero (Quân nhân) (từ 2 tháng 5 năm 1925 đến 24 tháng 11 năm 1928) - Pietro Gazzera (Quân nhân) (từ 24 tháng 11 năm 1928 đến 12 tháng 9 năm 1929) - Angelo Manaresi (PNF) (từ 12 tháng 9 năm 1929 đến 22 tháng 7 năm 1933) - Federico Baistrocchi (Quân nhân) (từ 22 tháng 7 năm 1933 đến 7 tháng 10 năm 1936) - Alberto Pariani (Quân nhân) (từ 7 tháng 10 năm 1936 đến 31 tháng 10 năm 1939) - Ubaldo Soddu (Quân nhân) (từ 31 tháng 10 năm 1939 đến 30 tháng 11 năm 1940) - Alfredo Guzzoni (Quân nhân) (từ 30 tháng 11 năm 1940 đến 24 tháng 5 năm 1941) - Antonio Scuero (Quân nhân) (từ 24 tháng 5 năm 1941 đến 13 tháng 2 năm 1943) - Antonio Sorice (Quân nhân) (từ 13 tháng 2 năm 1943 đến 25 tháng 7 năm 1943) |
| Chiến tranh                                |                             | Benito Mussolini (PNF) (từ 22 tháng 7 năm 1933 đến 25 tháng 7 năm 1943)                                                                                        | | - Carlo Bonardi (PNF) (từ 31 tháng 10 năm 1922 đến 3 tháng 7 năm 1924) - Ambrogio Clerici (Quân nhân) (từ 3 tháng 7 năm 1924 đến 4 tháng 5 năm 1925) - Ugo Cavallero (Quân nhân) (từ 2 tháng 5 năm 1925 đến 24 tháng 11 năm 1928) - Pietro Gazzera (Quân nhân) (từ 24 tháng 11 năm 1928 đến 12 tháng 9 năm 1929) - Angelo Manaresi (PNF) (từ 12 tháng 9 năm 1929 đến 22 tháng 7 năm 1933) - Federico Baistrocchi (Quân nhân) (từ 22 tháng 7 năm 1933 đến 7 tháng 10 năm 1936) - Alberto Pariani (Quân nhân) (từ 7 tháng 10 năm 1936 đến 31 tháng 10 năm 1939) - Ubaldo Soddu (Quân nhân) (từ 31 tháng 10 năm 1939 đến 30 tháng 11 năm 1940) - Alfredo Guzzoni (Quân nhân) (từ 30 tháng 11 năm 1940 đến 24 tháng 5 năm 1941) - Antonio Scuero (Quân nhân) (từ 24 tháng 5 năm 1941 đến 13 tháng 2 năm 1943) - Antonio Sorice (Quân nhân) (từ 13 tháng 2 năm 1943 đến 25 tháng 7 năm 1943) |
| Hải quân                                   |                             | | Paolo Thaon di Revel (Quân nhân) (từ 31 tháng 10 năm 1922 đến 8 tháng 5 năm 1925)                                                                              | - Costanzo Ciano (PNF) (từ 31 tháng 10 năm 1922 đến 5 tháng 2 năm 1924) - Giuseppe Sirianni (Quân nhân) (từ 14 tháng 5 năm 1925 đến 12 tháng 9 năm 1929) - Gioacchino Russo (PNF) (từ 12 tháng 9 năm 1929 đến 6 tháng 11 năm 1933) - Domenico Cavagnari (Quân nhân) (từ 6 tháng 11 năm 1933 đến 8 tháng 12 năm 1940) - Arturo Riccardi (PNF) (từ 8 tháng 12 năm 1940 đến 25 tháng 7 năm 1943) |
| Hải quân                                   |                             | Benito Mussolini (PNF) (tạm quyền, từ ngày 8 tháng 5 năm 1925 đến ngày 3 tháng 1 năm 1926, chính thức từ ngày 3 tháng 1 năm 1926 đến ngày 12 tháng 9 năm 1929) | | - Costanzo Ciano (PNF) (từ 31 tháng 10 năm 1922 đến 5 tháng 2 năm 1924) - Giuseppe Sirianni (Quân nhân) (từ 14 tháng 5 năm 1925 đến 12 tháng 9 năm 1929) - Gioacchino Russo (PNF) (từ 12 tháng 9 năm 1929 đến 6 tháng 11 năm 1933) - Domenico Cavagnari (Quân nhân) (từ 6 tháng 11 năm 1933 đến 8 tháng 12 năm 1940) - Arturo Riccardi (PNF) (từ 8 tháng 12 năm 1940 đến 25 tháng 7 năm 1943) |
| Hải quân                                   |                             | Giuseppe Sirianni (PNF) (từ 12 tháng 9 năm 1929 đến 6 tháng 11 năm 1933)                                                                                       | | - Costanzo Ciano (PNF) (từ 31 tháng 10 năm 1922 đến 5 tháng 2 năm 1924) - Giuseppe Sirianni (Quân nhân) (từ 14 tháng 5 năm 1925 đến 12 tháng 9 năm 1929) - Gioacchino Russo (PNF) (từ 12 tháng 9 năm 1929 đến 6 tháng 11 năm 1933) - Domenico Cavagnari (Quân nhân) (từ 6 tháng 11 năm 1933 đến 8 tháng 12 năm 1940) - Arturo Riccardi (PNF) (từ 8 tháng 12 năm 1940 đến 25 tháng 7 năm 1943) |
| Hải quân                                   |                             | Benito Mussolini (PNF) (từ 6 tháng 11 năm 1933 đến 25 tháng 7 năm 1943)                                                                                        | | - Costanzo Ciano (PNF) (từ 31 tháng 10 năm 1922 đến 5 tháng 2 năm 1924) - Giuseppe Sirianni (Quân nhân) (từ 14 tháng 5 năm 1925 đến 12 tháng 9 năm 1929) - Gioacchino Russo (PNF) (từ 12 tháng 9 năm 1929 đến 6 tháng 11 năm 1933) - Domenico Cavagnari (Quân nhân) (từ 6 tháng 11 năm 1933 đến 8 tháng 12 năm 1940) - Arturo Riccardi (PNF) (từ 8 tháng 12 năm 1940 đến 25 tháng 7 năm 1943) |
| Giáo dục công                              |                             | | Giovanni Gentile (Ind.) (từ 31 tháng 10 năm 1922 đến 1 tháng 7 năm 1924)                                                                                       | - Luigi Siciliani (ANI) (từ 31 tháng 10 năm 1922 đến 15 tháng 4 năm 1923) - Dario Lupi (PNF) (từ 31 tháng 10 năm 1922 đến 15 tháng 4 năm 1923) - Balbino Giuliano (PNF) (từ 3 tháng 7 năm 1924 đến 6 tháng 1 năm 1925) - Michele Romano (PNF) (từ 6 tháng 1 năm 1925 đến 6 tháng 11 năm 1926) - Emilio Bodrero (PNF) (từ 6 tháng 11 năm 1926 đến 9 tháng 7 năm 1928) - Pier Silverio Leicht (PNF) (từ 9 tháng 7 năm 1928 đến 12 tháng 9 năm 1929) |
| Giáo dục công                              |                             | Alessandro Casati (PNF) (từ 1 tháng 7 năm 1924 đến 5 tháng 1 năm 1925)                                                                                         | | - Luigi Siciliani (ANI) (từ 31 tháng 10 năm 1922 đến 15 tháng 4 năm 1923) - Dario Lupi (PNF) (từ 31 tháng 10 năm 1922 đến 15 tháng 4 năm 1923) - Balbino Giuliano (PNF) (từ 3 tháng 7 năm 1924 đến 6 tháng 1 năm 1925) - Michele Romano (PNF) (từ 6 tháng 1 năm 1925 đến 6 tháng 11 năm 1926) - Emilio Bodrero (PNF) (từ 6 tháng 11 năm 1926 đến 9 tháng 7 năm 1928) - Pier Silverio Leicht (PNF) (từ 9 tháng 7 năm 1928 đến 12 tháng 9 năm 1929) |
| Giáo dục công                              |                             | Pietro Fedele (PNF) (từ 5 tháng 1 năm 1925 đến 9 tháng 7 năm 1928)                                                                                             | | - Luigi Siciliani (ANI) (từ 31 tháng 10 năm 1922 đến 15 tháng 4 năm 1923) - Dario Lupi (PNF) (từ 31 tháng 10 năm 1922 đến 15 tháng 4 năm 1923) - Balbino Giuliano (PNF) (từ 3 tháng 7 năm 1924 đến 6 tháng 1 năm 1925) - Michele Romano (PNF) (từ 6 tháng 1 năm 1925 đến 6 tháng 11 năm 1926) - Emilio Bodrero (PNF) (từ 6 tháng 11 năm 1926 đến 9 tháng 7 năm 1928) - Pier Silverio Leicht (PNF) (từ 9 tháng 7 năm 1928 đến 12 tháng 9 năm 1929) |
| Giáo dục công                              |                             | Giuseppe Belluzzo (PNF) (từ 9 tháng 7 năm 1928 đến 12 tháng 9 năm 1929)                                                                                        | | - Luigi Siciliani (ANI) (từ 31 tháng 10 năm 1922 đến 15 tháng 4 năm 1923) - Dario Lupi (PNF) (từ 31 tháng 10 năm 1922 đến 15 tháng 4 năm 1923) - Balbino Giuliano (PNF) (từ 3 tháng 7 năm 1924 đến 6 tháng 1 năm 1925) - Michele Romano (PNF) (từ 6 tháng 1 năm 1925 đến 6 tháng 11 năm 1926) - Emilio Bodrero (PNF) (từ 6 tháng 11 năm 1926 đến 9 tháng 7 năm 1928) - Pier Silverio Leicht (PNF) (từ 9 tháng 7 năm 1928 đến 12 tháng 9 năm 1929) |
| Thuộc địa                                  |                             | | Luigi Federzoni (ANI, từ năm 1923 PNF) (từ 31 tháng 10 năm 1922 đến 17 tháng 6 năm 1924)                                                                       | - Giovanni Marchi (PNF) (từ 31 tháng 10 năm 1922 đến 3 tháng 7 năm 1924) - Roberto Cantalupo (PNF) (từ 3 tháng 7 năm 1924 đến 6 tháng 11 năm 1926) - Piero Bolzon (PNF) (từ 6 tháng 11 năm 1926 đến 18 tháng 12 năm 1928) - Emilio De Bono (PNF) (từ 18 tháng 12 năm 1928 đến 12 tháng 9 năm 1929) - Alessandro Lessona (PNF) (từ 12 tháng 9 năm 1929 đến 11 tháng 6 năm 1936) |
| Thuộc địa                                  |                             | Benito Mussolini (PNF) (tạm quyền từ 17 tháng 6 năm 1924 đến 1 tháng 7 năm 1924)                                                                               | | - Giovanni Marchi (PNF) (từ 31 tháng 10 năm 1922 đến 3 tháng 7 năm 1924) - Roberto Cantalupo (PNF) (từ 3 tháng 7 năm 1924 đến 6 tháng 11 năm 1926) - Piero Bolzon (PNF) (từ 6 tháng 11 năm 1926 đến 18 tháng 12 năm 1928) - Emilio De Bono (PNF) (từ 18 tháng 12 năm 1928 đến 12 tháng 9 năm 1929) - Alessandro Lessona (PNF) (từ 12 tháng 9 năm 1929 đến 11 tháng 6 năm 1936) |
| Thuộc địa                                  |                             | Pietro Lanza di Scalea (PNF) (từ 1 tháng 7 năm 1924 đến 6 tháng 11 năm 1926)                                                                                   | | - Giovanni Marchi (PNF) (từ 31 tháng 10 năm 1922 đến 3 tháng 7 năm 1924) - Roberto Cantalupo (PNF) (từ 3 tháng 7 năm 1924 đến 6 tháng 11 năm 1926) - Piero Bolzon (PNF) (từ 6 tháng 11 năm 1926 đến 18 tháng 12 năm 1928) - Emilio De Bono (PNF) (từ 18 tháng 12 năm 1928 đến 12 tháng 9 năm 1929) - Alessandro Lessona (PNF) (từ 12 tháng 9 năm 1929 đến 11 tháng 6 năm 1936) |
| Thuộc địa                                  |                             | Luigi Federzoni (PNF) (từ 6 tháng 11 năm 1926 đến 18 tháng 12 năm 1928)                                                                                        | | - Giovanni Marchi (PNF) (từ 31 tháng 10 năm 1922 đến 3 tháng 7 năm 1924) - Roberto Cantalupo (PNF) (từ 3 tháng 7 năm 1924 đến 6 tháng 11 năm 1926) - Piero Bolzon (PNF) (từ 6 tháng 11 năm 1926 đến 18 tháng 12 năm 1928) - Emilio De Bono (PNF) (từ 18 tháng 12 năm 1928 đến 12 tháng 9 năm 1929) - Alessandro Lessona (PNF) (từ 12 tháng 9 năm 1929 đến 11 tháng 6 năm 1936) |
| Thuộc địa                                  |                             | Benito Mussolini (PNF) (từ 18 tháng 12 năm 1928 đến 12 tháng 9 năm 1929)                                                                                       | | - Giovanni Marchi (PNF) (từ 31 tháng 10 năm 1922 đến 3 tháng 7 năm 1924) - Roberto Cantalupo (PNF) (từ 3 tháng 7 năm 1924 đến 6 tháng 11 năm 1926) - Piero Bolzon (PNF) (từ 6 tháng 11 năm 1926 đến 18 tháng 12 năm 1928) - Emilio De Bono (PNF) (từ 18 tháng 12 năm 1928 đến 12 tháng 9 năm 1929) - Alessandro Lessona (PNF) (từ 12 tháng 9 năm 1929 đến 11 tháng 6 năm 1936) |
| Thuộc địa                                  |                             | Emilio De Bono (PNF) (từ 12 tháng 9 năm 1929 đến 17 tháng 1 năm 1935)                                                                                          | | - Giovanni Marchi (PNF) (từ 31 tháng 10 năm 1922 đến 3 tháng 7 năm 1924) - Roberto Cantalupo (PNF) (từ 3 tháng 7 năm 1924 đến 6 tháng 11 năm 1926) - Piero Bolzon (PNF) (từ 6 tháng 11 năm 1926 đến 18 tháng 12 năm 1928) - Emilio De Bono (PNF) (từ 18 tháng 12 năm 1928 đến 12 tháng 9 năm 1929) - Alessandro Lessona (PNF) (từ 12 tháng 9 năm 1929 đến 11 tháng 6 năm 1936) |
| Thuộc địa                                  |                             | Benito Mussolini (PNF) (từ 17 tháng 1 năm 1935 đến 11 tháng 6 năm 1936)                                                                                        | | - Giovanni Marchi (PNF) (từ 31 tháng 10 năm 1922 đến 3 tháng 7 năm 1924) - Roberto Cantalupo (PNF) (từ 3 tháng 7 năm 1924 đến 6 tháng 11 năm 1926) - Piero Bolzon (PNF) (từ 6 tháng 11 năm 1926 đến 18 tháng 12 năm 1928) - Emilio De Bono (PNF) (từ 18 tháng 12 năm 1928 đến 12 tháng 9 năm 1929) - Alessandro Lessona (PNF) (từ 12 tháng 9 năm 1929 đến 11 tháng 6 năm 1936) |
| Thuộc địa                                  |                             | Alessandro Lessona (PNF) (từ 11 tháng 6 năm 1936 đến 8 tháng 4 năm 1937)                                                                                       | | - Giovanni Marchi (PNF) (từ 31 tháng 10 năm 1922 đến 3 tháng 7 năm 1924) - Roberto Cantalupo (PNF) (từ 3 tháng 7 năm 1924 đến 6 tháng 11 năm 1926) - Piero Bolzon (PNF) (từ 6 tháng 11 năm 1926 đến 18 tháng 12 năm 1928) - Emilio De Bono (PNF) (từ 18 tháng 12 năm 1928 đến 12 tháng 9 năm 1929) - Alessandro Lessona (PNF) (từ 12 tháng 9 năm 1929 đến 11 tháng 6 năm 1936) |
| Tài chính                                  |                             | | Alberto De Stefani (PNF) (từ 31 tháng 10 năm 1922 đến 10 tháng 7 năm 1925)                                                                                     | - Pietro Lissia (PNF) (từ 31 tháng 10 năm 1922 đến 3 tháng 7 năm 1924) - Alfredo Rocco (PNF) (từ 1 tháng 1 năm 1923 đến 8 tháng 3 năm 1923 và từ 8 tháng 3 năm 1923 đến 1 tháng 9 năm 1923) - Cesare Maria De Vecchi (PNF) (từ 1 tháng 1 năm 1923 đến 8 tháng 3 năm 1923 và từ 8 tháng 3 năm 1923 đến 3 tháng 5 năm 1923) - Luigi Spezzotti (PNF) (từ 3 tháng 7 năm 1924 đến 6 tháng 11 năm 1926) - Francesco D'Alessio (PNF) (từ 28 tháng 7 năm 1925 đến 6 tháng 11 năm 1926) - Giuseppe Frignani (PNF) (từ 6 tháng 11 năm 1926 đến 9 tháng 7 năm 1927) - Fulvio Suvich (PNF) (từ 6 tháng 11 năm 1926 đến 9 tháng 7 năm 1928) - Francesco Boncompagni Ludovisi (PNF) (từ 21 tháng 7 năm 1927 đến 9 tháng 7 năm 1928) - Vincenzo Casalini (PNF) (từ 9 tháng 7 năm 1928 đến 20 tháng 7 năm 1932) - Ettore Bernardo Rosboch (PNF) (từ 9 tháng 7 năm 1928 đến 20 tháng 7 năm 1932) - Umberto Puppini (PNF) (từ 20 tháng 7 năm 1932 đến 30 tháng 4 năm 1934) - Ageo Arcangeli (PNF) (từ 30 tháng 4 năm 1934 đến 24 tháng 1 năm 1935) - Giuseppe Bianchini (PNF) (từ 24 tháng 1 năm 1935 đến 15 tháng 7 năm 1937) - Pietro Lissia (PNF) (từ 18 tháng 2 năm 1941 đến 13 tháng 2 năm 1943) - Giampietro Domenico Pellegrini (PNF) (từ 13 tháng 2 năm 1943 đến 25 tháng 7 năm 1943) |
| Tài chính                                  |                             | Giuseppe Volpi (PNF) (từ 10 tháng 7 năm 1925 đến 9 tháng 7 năm 1928)                                                                                           | | - Pietro Lissia (PNF) (từ 31 tháng 10 năm 1922 đến 3 tháng 7 năm 1924) - Alfredo Rocco (PNF) (từ 1 tháng 1 năm 1923 đến 8 tháng 3 năm 1923 và từ 8 tháng 3 năm 1923 đến 1 tháng 9 năm 1923) - Cesare Maria De Vecchi (PNF) (từ 1 tháng 1 năm 1923 đến 8 tháng 3 năm 1923 và từ 8 tháng 3 năm 1923 đến 3 tháng 5 năm 1923) - Luigi Spezzotti (PNF) (từ 3 tháng 7 năm 1924 đến 6 tháng 11 năm 1926) - Francesco D'Alessio (PNF) (từ 28 tháng 7 năm 1925 đến 6 tháng 11 năm 1926) - Giuseppe Frignani (PNF) (từ 6 tháng 11 năm 1926 đến 9 tháng 7 năm 1927) - Fulvio Suvich (PNF) (từ 6 tháng 11 năm 1926 đến 9 tháng 7 năm 1928) - Francesco Boncompagni Ludovisi (PNF) (từ 21 tháng 7 năm 1927 đến 9 tháng 7 năm 1928) - Vincenzo Casalini (PNF) (từ 9 tháng 7 năm 1928 đến 20 tháng 7 năm 1932) - Ettore Bernardo Rosboch (PNF) (từ 9 tháng 7 năm 1928 đến 20 tháng 7 năm 1932) - Umberto Puppini (PNF) (từ 20 tháng 7 năm 1932 đến 30 tháng 4 năm 1934) - Ageo Arcangeli (PNF) (từ 30 tháng 4 năm 1934 đến 24 tháng 1 năm 1935) - Giuseppe Bianchini (PNF) (từ 24 tháng 1 năm 1935 đến 15 tháng 7 năm 1937) - Pietro Lissia (PNF) (từ 18 tháng 2 năm 1941 đến 13 tháng 2 năm 1943) - Giampietro Domenico Pellegrini (PNF) (từ 13 tháng 2 năm 1943 đến 25 tháng 7 năm 1943) |
| Tài chính                                  |                             | Antonio Mosconi (PNF) (từ 9 tháng 7 năm 1928 đến 20 tháng 7 năm 1932)                                                                                          | | - Pietro Lissia (PNF) (từ 31 tháng 10 năm 1922 đến 3 tháng 7 năm 1924) - Alfredo Rocco (PNF) (từ 1 tháng 1 năm 1923 đến 8 tháng 3 năm 1923 và từ 8 tháng 3 năm 1923 đến 1 tháng 9 năm 1923) - Cesare Maria De Vecchi (PNF) (từ 1 tháng 1 năm 1923 đến 8 tháng 3 năm 1923 và từ 8 tháng 3 năm 1923 đến 3 tháng 5 năm 1923) - Luigi Spezzotti (PNF) (từ 3 tháng 7 năm 1924 đến 6 tháng 11 năm 1926) - Francesco D'Alessio (PNF) (từ 28 tháng 7 năm 1925 đến 6 tháng 11 năm 1926) - Giuseppe Frignani (PNF) (từ 6 tháng 11 năm 1926 đến 9 tháng 7 năm 1927) - Fulvio Suvich (PNF) (từ 6 tháng 11 năm 1926 đến 9 tháng 7 năm 1928) - Francesco Boncompagni Ludovisi (PNF) (từ 21 tháng 7 năm 1927 đến 9 tháng 7 năm 1928) - Vincenzo Casalini (PNF) (từ 9 tháng 7 năm 1928 đến 20 tháng 7 năm 1932) - Ettore Bernardo Rosboch (PNF) (từ 9 tháng 7 năm 1928 đến 20 tháng 7 năm 1932) - Umberto Puppini (PNF) (từ 20 tháng 7 năm 1932 đến 30 tháng 4 năm 1934) - Ageo Arcangeli (PNF) (từ 30 tháng 4 năm 1934 đến 24 tháng 1 năm 1935) - Giuseppe Bianchini (PNF) (từ 24 tháng 1 năm 1935 đến 15 tháng 7 năm 1937) - Pietro Lissia (PNF) (từ 18 tháng 2 năm 1941 đến 13 tháng 2 năm 1943) - Giampietro Domenico Pellegrini (PNF) (từ 13 tháng 2 năm 1943 đến 25 tháng 7 năm 1943) |
| Tài chính                                  |                             | Guido Jung (PNF) (từ 20 tháng 7 năm 1932 đến 24 tháng 1 năm 1935)                                                                                              | | - Pietro Lissia (PNF) (từ 31 tháng 10 năm 1922 đến 3 tháng 7 năm 1924) - Alfredo Rocco (PNF) (từ 1 tháng 1 năm 1923 đến 8 tháng 3 năm 1923 và từ 8 tháng 3 năm 1923 đến 1 tháng 9 năm 1923) - Cesare Maria De Vecchi (PNF) (từ 1 tháng 1 năm 1923 đến 8 tháng 3 năm 1923 và từ 8 tháng 3 năm 1923 đến 3 tháng 5 năm 1923) - Luigi Spezzotti (PNF) (từ 3 tháng 7 năm 1924 đến 6 tháng 11 năm 1926) - Francesco D'Alessio (PNF) (từ 28 tháng 7 năm 1925 đến 6 tháng 11 năm 1926) - Giuseppe Frignani (PNF) (từ 6 tháng 11 năm 1926 đến 9 tháng 7 năm 1927) - Fulvio Suvich (PNF) (từ 6 tháng 11 năm 1926 đến 9 tháng 7 năm 1928) - Francesco Boncompagni Ludovisi (PNF) (từ 21 tháng 7 năm 1927 đến 9 tháng 7 năm 1928) - Vincenzo Casalini (PNF) (từ 9 tháng 7 năm 1928 đến 20 tháng 7 năm 1932) - Ettore Bernardo Rosboch (PNF) (từ 9 tháng 7 năm 1928 đến 20 tháng 7 năm 1932) - Umberto Puppini (PNF) (từ 20 tháng 7 năm 1932 đến 30 tháng 4 năm 1934) - Ageo Arcangeli (PNF) (từ 30 tháng 4 năm 1934 đến 24 tháng 1 năm 1935) - Giuseppe Bianchini (PNF) (từ 24 tháng 1 năm 1935 đến 15 tháng 7 năm 1937) - Pietro Lissia (PNF) (từ 18 tháng 2 năm 1941 đến 13 tháng 2 năm 1943) - Giampietro Domenico Pellegrini (PNF) (từ 13 tháng 2 năm 1943 đến 25 tháng 7 năm 1943) |
| Tài chính                                  |                             | Paolo Thaon di Revel (PNF) (từ 24 tháng 1 năm 1935 đến 6 tháng 2 năm 1943)                                                                                     | | - Pietro Lissia (PNF) (từ 31 tháng 10 năm 1922 đến 3 tháng 7 năm 1924) - Alfredo Rocco (PNF) (từ 1 tháng 1 năm 1923 đến 8 tháng 3 năm 1923 và từ 8 tháng 3 năm 1923 đến 1 tháng 9 năm 1923) - Cesare Maria De Vecchi (PNF) (từ 1 tháng 1 năm 1923 đến 8 tháng 3 năm 1923 và từ 8 tháng 3 năm 1923 đến 3 tháng 5 năm 1923) - Luigi Spezzotti (PNF) (từ 3 tháng 7 năm 1924 đến 6 tháng 11 năm 1926) - Francesco D'Alessio (PNF) (từ 28 tháng 7 năm 1925 đến 6 tháng 11 năm 1926) - Giuseppe Frignani (PNF) (từ 6 tháng 11 năm 1926 đến 9 tháng 7 năm 1927) - Fulvio Suvich (PNF) (từ 6 tháng 11 năm 1926 đến 9 tháng 7 năm 1928) - Francesco Boncompagni Ludovisi (PNF) (từ 21 tháng 7 năm 1927 đến 9 tháng 7 năm 1928) - Vincenzo Casalini (PNF) (từ 9 tháng 7 năm 1928 đến 20 tháng 7 năm 1932) - Ettore Bernardo Rosboch (PNF) (từ 9 tháng 7 năm 1928 đến 20 tháng 7 năm 1932) - Umberto Puppini (PNF) (từ 20 tháng 7 năm 1932 đến 30 tháng 4 năm 1934) - Ageo Arcangeli (PNF) (từ 30 tháng 4 năm 1934 đến 24 tháng 1 năm 1935) - Giuseppe Bianchini (PNF) (từ 24 tháng 1 năm 1935 đến 15 tháng 7 năm 1937) - Pietro Lissia (PNF) (từ 18 tháng 2 năm 1941 đến 13 tháng 2 năm 1943) - Giampietro Domenico Pellegrini (PNF) (từ 13 tháng 2 năm 1943 đến 25 tháng 7 năm 1943) |
| Tài chính                                  |                             | Giacomo Acerbo (PNF) (từ 6 tháng 2 năm 1943 đến 25 tháng 7 năm 1943)                                                                                           | | - Pietro Lissia (PNF) (từ 31 tháng 10 năm 1922 đến 3 tháng 7 năm 1924) - Alfredo Rocco (PNF) (từ 1 tháng 1 năm 1923 đến 8 tháng 3 năm 1923 và từ 8 tháng 3 năm 1923 đến 1 tháng 9 năm 1923) - Cesare Maria De Vecchi (PNF) (từ 1 tháng 1 năm 1923 đến 8 tháng 3 năm 1923 và từ 8 tháng 3 năm 1923 đến 3 tháng 5 năm 1923) - Luigi Spezzotti (PNF) (từ 3 tháng 7 năm 1924 đến 6 tháng 11 năm 1926) - Francesco D'Alessio (PNF) (từ 28 tháng 7 năm 1925 đến 6 tháng 11 năm 1926) - Giuseppe Frignani (PNF) (từ 6 tháng 11 năm 1926 đến 9 tháng 7 năm 1927) - Fulvio Suvich (PNF) (từ 6 tháng 11 năm 1926 đến 9 tháng 7 năm 1928) - Francesco Boncompagni Ludovisi (PNF) (từ 21 tháng 7 năm 1927 đến 9 tháng 7 năm 1928) - Vincenzo Casalini (PNF) (từ 9 tháng 7 năm 1928 đến 20 tháng 7 năm 1932) - Ettore Bernardo Rosboch (PNF) (từ 9 tháng 7 năm 1928 đến 20 tháng 7 năm 1932) - Umberto Puppini (PNF) (từ 20 tháng 7 năm 1932 đến 30 tháng 4 năm 1934) - Ageo Arcangeli (PNF) (từ 30 tháng 4 năm 1934 đến 24 tháng 1 năm 1935) - Giuseppe Bianchini (PNF) (từ 24 tháng 1 năm 1935 đến 15 tháng 7 năm 1937) - Pietro Lissia (PNF) (từ 18 tháng 2 năm 1941 đến 13 tháng 2 năm 1943) - Giampietro Domenico Pellegrini (PNF) (từ 13 tháng 2 năm 1943 đến 25 tháng 7 năm 1943) |
| Bưu chính và Điện báo                      |                             | | Giovanni Antonio Colonna di Cesarò (PDSI) (từ 31 tháng 10 năm 1922 đến 5 tháng 2 năm 1924)                                                                     | - Michele Terzaghi (PNF) (từ 31 tháng 10 năm 1922 đến 10 tháng 11 năm 1922) - Giuseppe Caradonna (PNF) (từ 10 tháng 11 năm 1922 đến 30 tháng 4 năm 1924) |
| Bưu chính và Điện báo                      |                             | Costanzo Ciano (PNF) (từ 5 tháng 2 năm 1924 đến 30 tháng 4 năm 1924)                                                                                           | | - Michele Terzaghi (PNF) (từ 31 tháng 10 năm 1922 đến 10 tháng 11 năm 1922) - Giuseppe Caradonna (PNF) (từ 10 tháng 11 năm 1922 đến 30 tháng 4 năm 1924) |
| Tái thiết vùng đất giải phóng khỏi kẻ thù  |                             | | Giovanni Giurati (PNF) (từ 31 tháng 10 năm 1922 đến 5 tháng 2 năm 1923)                                                                                        | - Umberto Merlin (PPI) (từ 31 tháng 10 năm 1922 đến 5 tháng 2 năm 1923) |
| Kinh tế Quốc dân                           |                             | | Orso Mario Corbino (PLI) (từ 1 tháng 8 năm 1923 đến 1 tháng 7 năm 1924)                                                                                        | - Arrigo Serpieri (PNF) (từ 1 tháng 8 năm 1923 đến 3 tháng 7 năm 1924) - Ignazio Larussa (PNF) (từ 3 tháng 7 năm 1924 đến 14 tháng 7 năm 1925) - Giovanni Floriano Banelli (PNF) (từ 3 tháng 7 năm 1924 đến 31 tháng 10 năm 1925) - Vittorio Peglion (PNF) (từ 3 tháng 7 năm 1924 đến 6 tháng 11 năm 1926) - Italo Balbo (PNF) (từ 31 tháng 10 năm 1925 đến 6 tháng 11 năm 1926) - Tommaso Bisi (PNF) (từ 6 tháng 11 năm 1926 đến 9 tháng 7 năm 1928) - Guglielmo Josa (PNF) (từ 9 tháng 7 năm 1928 đến 12 tháng 9 năm 1929) - Alessandro Lessona (PNF) (từ 9 tháng 7 năm 1928 đến 12 tháng 9 năm 1929) |
| Kinh tế Quốc dân                           |                             | Cesare Nava (PNF) (từ 1 tháng 7 năm 1924 đến 10 tháng 7 năm 1925)                                                                                              | | - Arrigo Serpieri (PNF) (từ 1 tháng 8 năm 1923 đến 3 tháng 7 năm 1924) - Ignazio Larussa (PNF) (từ 3 tháng 7 năm 1924 đến 14 tháng 7 năm 1925) - Giovanni Floriano Banelli (PNF) (từ 3 tháng 7 năm 1924 đến 31 tháng 10 năm 1925) - Vittorio Peglion (PNF) (từ 3 tháng 7 năm 1924 đến 6 tháng 11 năm 1926) - Italo Balbo (PNF) (từ 31 tháng 10 năm 1925 đến 6 tháng 11 năm 1926) - Tommaso Bisi (PNF) (từ 6 tháng 11 năm 1926 đến 9 tháng 7 năm 1928) - Guglielmo Josa (PNF) (từ 9 tháng 7 năm 1928 đến 12 tháng 9 năm 1929) - Alessandro Lessona (PNF) (từ 9 tháng 7 năm 1928 đến 12 tháng 9 năm 1929) |
| Kinh tế Quốc dân                           |                             | Giuseppe Belluzzo (PNF) (từ 10 tháng 7 năm 1925 đến 9 tháng 7 năm 1928)                                                                                        | | - Arrigo Serpieri (PNF) (từ 1 tháng 8 năm 1923 đến 3 tháng 7 năm 1924) - Ignazio Larussa (PNF) (từ 3 tháng 7 năm 1924 đến 14 tháng 7 năm 1925) - Giovanni Floriano Banelli (PNF) (từ 3 tháng 7 năm 1924 đến 31 tháng 10 năm 1925) - Vittorio Peglion (PNF) (từ 3 tháng 7 năm 1924 đến 6 tháng 11 năm 1926) - Italo Balbo (PNF) (từ 31 tháng 10 năm 1925 đến 6 tháng 11 năm 1926) - Tommaso Bisi (PNF) (từ 6 tháng 11 năm 1926 đến 9 tháng 7 năm 1928) - Guglielmo Josa (PNF) (từ 9 tháng 7 năm 1928 đến 12 tháng 9 năm 1929) - Alessandro Lessona (PNF) (từ 9 tháng 7 năm 1928 đến 12 tháng 9 năm 1929) |
| Kinh tế Quốc dân                           |                             | Alessandro Martelli (PNF) (từ 9 tháng 7 năm 1928 đến 12 tháng 9 năm 1929)                                                                                      | | - Arrigo Serpieri (PNF) (từ 1 tháng 8 năm 1923 đến 3 tháng 7 năm 1924) - Ignazio Larussa (PNF) (từ 3 tháng 7 năm 1924 đến 14 tháng 7 năm 1925) - Giovanni Floriano Banelli (PNF) (từ 3 tháng 7 năm 1924 đến 31 tháng 10 năm 1925) - Vittorio Peglion (PNF) (từ 3 tháng 7 năm 1924 đến 6 tháng 11 năm 1926) - Italo Balbo (PNF) (từ 31 tháng 10 năm 1925 đến 6 tháng 11 năm 1926) - Tommaso Bisi (PNF) (từ 6 tháng 11 năm 1926 đến 9 tháng 7 năm 1928) - Guglielmo Josa (PNF) (từ 9 tháng 7 năm 1928 đến 12 tháng 9 năm 1929) - Alessandro Lessona (PNF) (từ 9 tháng 7 năm 1928 đến 12 tháng 9 năm 1929) |
| Thông tin                                  |                             | | Costanzo Ciano (PNF) (từ 30 tháng 4 năm 1924 đến 30 tháng 4 năm 1934)                                                                                          | - Giuseppe Caradonna (PNF) (từ 3 tháng 5 năm 1924 đến 3 tháng 7 năm 1924) - Mario Carusi (PNF) (từ 3 tháng 7 năm 1924 đến 6 tháng 11 năm 1926) - Giovanni Celesia di Vegliasco (PLI, từ năm 1925 PNF) (từ 3 tháng 7 năm 1924 đến 6 tháng 11 năm 1926) - Sergio Panunzio (PNF) (từ 3 tháng 7 năm 1924 đến 6 tháng 11 năm 1926) - Giovanni Pala (PNF) (từ 6 tháng 11 năm 1926 đến 4 tháng 5 năm 1928) - Filippo Pennavaria (PNF) (từ 6 tháng 11 năm 1926 đến 20 tháng 7 năm 1932) - Alessandro Martelli (PNF) (từ 6 tháng 11 năm 1926 đến 9 tháng 7 năm 1932) - Giovanni Cao (PNF) (từ 9 tháng 7 năm 1928 đến 20 tháng 7 năm 1932) - Raffaello Riccardi (PNF) (từ 9 tháng 7 năm 1928 đến 12 tháng 9 năm 1929) - Ferdinando Pierazzi (PNF) (từ 12 tháng 9 năm 1929 đến 20 tháng 7 năm 1932) - Luigi Lojacono (PNF) (từ 20 tháng 7 năm 1932 đến 24 tháng 1 năm 1935) - Gaetano Postiglione (PNF) (từ 20 tháng 7 năm 1932 đến 24 tháng 1 năm 1935) - Ruggero Romano (PNF) (từ 20 tháng 7 năm 1932 đến 24 tháng 1 năm 1935) - Augusto De Marsanich (PNF) (từ 24 tháng 1 năm 1935 đến 13 tháng 2 năm 1943) - Giovanni Host-Venturi (PNF) (từ 24 tháng 1 năm 1935 đến 31 tháng 10 năm 1939) - Mario Jannelli (PNF) (từ 24 tháng 1 năm 1935 đến 13 tháng 2 năm 1943) - Giovanni Marinelli (PNF) (từ 5 tháng 11 năm 1939 đến 13 tháng 2 năm 1943) - Domenico Arcidiacono (PNF) (từ 13 tháng 2 năm 1943 đến 25 tháng 7 năm 1943) - Giuseppe Peverelli (PNF) (từ 13 tháng 2 năm 1943 đến 24 tháng 7 năm 1943) - Luigi Scarfiotti (PNF) (từ 13 tháng 2 năm 1943 đến 25 tháng 7 năm 1943) |
| Thông tin                                  |                             | Umberto Puppini (PNF) (từ 30 tháng 4 năm 1934 đến 24 tháng 1 năm 1935)                                                                                         | | - Giuseppe Caradonna (PNF) (từ 3 tháng 5 năm 1924 đến 3 tháng 7 năm 1924) - Mario Carusi (PNF) (từ 3 tháng 7 năm 1924 đến 6 tháng 11 năm 1926) - Giovanni Celesia di Vegliasco (PLI, từ năm 1925 PNF) (từ 3 tháng 7 năm 1924 đến 6 tháng 11 năm 1926) - Sergio Panunzio (PNF) (từ 3 tháng 7 năm 1924 đến 6 tháng 11 năm 1926) - Giovanni Pala (PNF) (từ 6 tháng 11 năm 1926 đến 4 tháng 5 năm 1928) - Filippo Pennavaria (PNF) (từ 6 tháng 11 năm 1926 đến 20 tháng 7 năm 1932) - Alessandro Martelli (PNF) (từ 6 tháng 11 năm 1926 đến 9 tháng 7 năm 1932) - Giovanni Cao (PNF) (từ 9 tháng 7 năm 1928 đến 20 tháng 7 năm 1932) - Raffaello Riccardi (PNF) (từ 9 tháng 7 năm 1928 đến 12 tháng 9 năm 1929) - Ferdinando Pierazzi (PNF) (từ 12 tháng 9 năm 1929 đến 20 tháng 7 năm 1932) - Luigi Lojacono (PNF) (từ 20 tháng 7 năm 1932 đến 24 tháng 1 năm 1935) - Gaetano Postiglione (PNF) (từ 20 tháng 7 năm 1932 đến 24 tháng 1 năm 1935) - Ruggero Romano (PNF) (từ 20 tháng 7 năm 1932 đến 24 tháng 1 năm 1935) - Augusto De Marsanich (PNF) (từ 24 tháng 1 năm 1935 đến 13 tháng 2 năm 1943) - Giovanni Host-Venturi (PNF) (từ 24 tháng 1 năm 1935 đến 31 tháng 10 năm 1939) - Mario Jannelli (PNF) (từ 24 tháng 1 năm 1935 đến 13 tháng 2 năm 1943) - Giovanni Marinelli (PNF) (từ 5 tháng 11 năm 1939 đến 13 tháng 2 năm 1943) - Domenico Arcidiacono (PNF) (từ 13 tháng 2 năm 1943 đến 25 tháng 7 năm 1943) - Giuseppe Peverelli (PNF) (từ 13 tháng 2 năm 1943 đến 24 tháng 7 năm 1943) - Luigi Scarfiotti (PNF) (từ 13 tháng 2 năm 1943 đến 25 tháng 7 năm 1943) |
| Thông tin                                  |                             | Antonio Stefano Benni (PNF) (từ 24 tháng 1 năm 1935 đến 31 tháng 10 năm 1939)                                                                                  | | - Giuseppe Caradonna (PNF) (từ 3 tháng 5 năm 1924 đến 3 tháng 7 năm 1924) - Mario Carusi (PNF) (từ 3 tháng 7 năm 1924 đến 6 tháng 11 năm 1926) - Giovanni Celesia di Vegliasco (PLI, từ năm 1925 PNF) (từ 3 tháng 7 năm 1924 đến 6 tháng 11 năm 1926) - Sergio Panunzio (PNF) (từ 3 tháng 7 năm 1924 đến 6 tháng 11 năm 1926) - Giovanni Pala (PNF) (từ 6 tháng 11 năm 1926 đến 4 tháng 5 năm 1928) - Filippo Pennavaria (PNF) (từ 6 tháng 11 năm 1926 đến 20 tháng 7 năm 1932) - Alessandro Martelli (PNF) (từ 6 tháng 11 năm 1926 đến 9 tháng 7 năm 1932) - Giovanni Cao (PNF) (từ 9 tháng 7 năm 1928 đến 20 tháng 7 năm 1932) - Raffaello Riccardi (PNF) (từ 9 tháng 7 năm 1928 đến 12 tháng 9 năm 1929) - Ferdinando Pierazzi (PNF) (từ 12 tháng 9 năm 1929 đến 20 tháng 7 năm 1932) - Luigi Lojacono (PNF) (từ 20 tháng 7 năm 1932 đến 24 tháng 1 năm 1935) - Gaetano Postiglione (PNF) (từ 20 tháng 7 năm 1932 đến 24 tháng 1 năm 1935) - Ruggero Romano (PNF) (từ 20 tháng 7 năm 1932 đến 24 tháng 1 năm 1935) - Augusto De Marsanich (PNF) (từ 24 tháng 1 năm 1935 đến 13 tháng 2 năm 1943) - Giovanni Host-Venturi (PNF) (từ 24 tháng 1 năm 1935 đến 31 tháng 10 năm 1939) - Mario Jannelli (PNF) (từ 24 tháng 1 năm 1935 đến 13 tháng 2 năm 1943) - Giovanni Marinelli (PNF) (từ 5 tháng 11 năm 1939 đến 13 tháng 2 năm 1943) - Domenico Arcidiacono (PNF) (từ 13 tháng 2 năm 1943 đến 25 tháng 7 năm 1943) - Giuseppe Peverelli (PNF) (từ 13 tháng 2 năm 1943 đến 24 tháng 7 năm 1943) - Luigi Scarfiotti (PNF) (từ 13 tháng 2 năm 1943 đến 25 tháng 7 năm 1943) |
| Thông tin                                  |                             | Giovanni Host-Venturi (PNF) (từ 31 tháng 10 năm 1939 đến 6 tháng 2 năm 1943)                                                                                   | | - Giuseppe Caradonna (PNF) (từ 3 tháng 5 năm 1924 đến 3 tháng 7 năm 1924) - Mario Carusi (PNF) (từ 3 tháng 7 năm 1924 đến 6 tháng 11 năm 1926) - Giovanni Celesia di Vegliasco (PLI, từ năm 1925 PNF) (từ 3 tháng 7 năm 1924 đến 6 tháng 11 năm 1926) - Sergio Panunzio (PNF) (từ 3 tháng 7 năm 1924 đến 6 tháng 11 năm 1926) - Giovanni Pala (PNF) (từ 6 tháng 11 năm 1926 đến 4 tháng 5 năm 1928) - Filippo Pennavaria (PNF) (từ 6 tháng 11 năm 1926 đến 20 tháng 7 năm 1932) - Alessandro Martelli (PNF) (từ 6 tháng 11 năm 1926 đến 9 tháng 7 năm 1932) - Giovanni Cao (PNF) (từ 9 tháng 7 năm 1928 đến 20 tháng 7 năm 1932) - Raffaello Riccardi (PNF) (từ 9 tháng 7 năm 1928 đến 12 tháng 9 năm 1929) - Ferdinando Pierazzi (PNF) (từ 12 tháng 9 năm 1929 đến 20 tháng 7 năm 1932) - Luigi Lojacono (PNF) (từ 20 tháng 7 năm 1932 đến 24 tháng 1 năm 1935) - Gaetano Postiglione (PNF) (từ 20 tháng 7 năm 1932 đến 24 tháng 1 năm 1935) - Ruggero Romano (PNF) (từ 20 tháng 7 năm 1932 đến 24 tháng 1 năm 1935) - Augusto De Marsanich (PNF) (từ 24 tháng 1 năm 1935 đến 13 tháng 2 năm 1943) - Giovanni Host-Venturi (PNF) (từ 24 tháng 1 năm 1935 đến 31 tháng 10 năm 1939) - Mario Jannelli (PNF) (từ 24 tháng 1 năm 1935 đến 13 tháng 2 năm 1943) - Giovanni Marinelli (PNF) (từ 5 tháng 11 năm 1939 đến 13 tháng 2 năm 1943) - Domenico Arcidiacono (PNF) (từ 13 tháng 2 năm 1943 đến 25 tháng 7 năm 1943) - Giuseppe Peverelli (PNF) (từ 13 tháng 2 năm 1943 đến 24 tháng 7 năm 1943) - Luigi Scarfiotti (PNF) (từ 13 tháng 2 năm 1943 đến 25 tháng 7 năm 1943) |
| Thông tin                                  |                             | Vittorio Cini (PNF) (từ 6 tháng 2 năm 1943 đến 24 tháng 7 năm 1943)                                                                                            | | - Giuseppe Caradonna (PNF) (từ 3 tháng 5 năm 1924 đến 3 tháng 7 năm 1924) - Mario Carusi (PNF) (từ 3 tháng 7 năm 1924 đến 6 tháng 11 năm 1926) - Giovanni Celesia di Vegliasco (PLI, từ năm 1925 PNF) (từ 3 tháng 7 năm 1924 đến 6 tháng 11 năm 1926) - Sergio Panunzio (PNF) (từ 3 tháng 7 năm 1924 đến 6 tháng 11 năm 1926) - Giovanni Pala (PNF) (từ 6 tháng 11 năm 1926 đến 4 tháng 5 năm 1928) - Filippo Pennavaria (PNF) (từ 6 tháng 11 năm 1926 đến 20 tháng 7 năm 1932) - Alessandro Martelli (PNF) (từ 6 tháng 11 năm 1926 đến 9 tháng 7 năm 1932) - Giovanni Cao (PNF) (từ 9 tháng 7 năm 1928 đến 20 tháng 7 năm 1932) - Raffaello Riccardi (PNF) (từ 9 tháng 7 năm 1928 đến 12 tháng 9 năm 1929) - Ferdinando Pierazzi (PNF) (từ 12 tháng 9 năm 1929 đến 20 tháng 7 năm 1932) - Luigi Lojacono (PNF) (từ 20 tháng 7 năm 1932 đến 24 tháng 1 năm 1935) - Gaetano Postiglione (PNF) (từ 20 tháng 7 năm 1932 đến 24 tháng 1 năm 1935) - Ruggero Romano (PNF) (từ 20 tháng 7 năm 1932 đến 24 tháng 1 năm 1935) - Augusto De Marsanich (PNF) (từ 24 tháng 1 năm 1935 đến 13 tháng 2 năm 1943) - Giovanni Host-Venturi (PNF) (từ 24 tháng 1 năm 1935 đến 31 tháng 10 năm 1939) - Mario Jannelli (PNF) (từ 24 tháng 1 năm 1935 đến 13 tháng 2 năm 1943) - Giovanni Marinelli (PNF) (từ 5 tháng 11 năm 1939 đến 13 tháng 2 năm 1943) - Domenico Arcidiacono (PNF) (từ 13 tháng 2 năm 1943 đến 25 tháng 7 năm 1943) - Giuseppe Peverelli (PNF) (từ 13 tháng 2 năm 1943 đến 24 tháng 7 năm 1943) - Luigi Scarfiotti (PNF) (từ 13 tháng 2 năm 1943 đến 25 tháng 7 năm 1943) |
| Thông tin                                  |                             | Giuseppe Peverelli (PNF) (từ 24 tháng 7 năm 1943 đến 25 tháng 7 năm 1943)                                                                                      | | - Giuseppe Caradonna (PNF) (từ 3 tháng 5 năm 1924 đến 3 tháng 7 năm 1924) - Mario Carusi (PNF) (từ 3 tháng 7 năm 1924 đến 6 tháng 11 năm 1926) - Giovanni Celesia di Vegliasco (PLI, từ năm 1925 PNF) (từ 3 tháng 7 năm 1924 đến 6 tháng 11 năm 1926) - Sergio Panunzio (PNF) (từ 3 tháng 7 năm 1924 đến 6 tháng 11 năm 1926) - Giovanni Pala (PNF) (từ 6 tháng 11 năm 1926 đến 4 tháng 5 năm 1928) - Filippo Pennavaria (PNF) (từ 6 tháng 11 năm 1926 đến 20 tháng 7 năm 1932) - Alessandro Martelli (PNF) (từ 6 tháng 11 năm 1926 đến 9 tháng 7 năm 1932) - Giovanni Cao (PNF) (từ 9 tháng 7 năm 1928 đến 20 tháng 7 năm 1932) - Raffaello Riccardi (PNF) (từ 9 tháng 7 năm 1928 đến 12 tháng 9 năm 1929) - Ferdinando Pierazzi (PNF) (từ 12 tháng 9 năm 1929 đến 20 tháng 7 năm 1932) - Luigi Lojacono (PNF) (từ 20 tháng 7 năm 1932 đến 24 tháng 1 năm 1935) - Gaetano Postiglione (PNF) (từ 20 tháng 7 năm 1932 đến 24 tháng 1 năm 1935) - Ruggero Romano (PNF) (từ 20 tháng 7 năm 1932 đến 24 tháng 1 năm 1935) - Augusto De Marsanich (PNF) (từ 24 tháng 1 năm 1935 đến 13 tháng 2 năm 1943) - Giovanni Host-Venturi (PNF) (từ 24 tháng 1 năm 1935 đến 31 tháng 10 năm 1939) - Mario Jannelli (PNF) (từ 24 tháng 1 năm 1935 đến 13 tháng 2 năm 1943) - Giovanni Marinelli (PNF) (từ 5 tháng 11 năm 1939 đến 13 tháng 2 năm 1943) - Domenico Arcidiacono (PNF) (từ 13 tháng 2 năm 1943 đến 25 tháng 7 năm 1943) - Giuseppe Peverelli (PNF) (từ 13 tháng 2 năm 1943 đến 24 tháng 7 năm 1943) - Luigi Scarfiotti (PNF) (từ 13 tháng 2 năm 1943 đến 25 tháng 7 năm 1943) |
| Hàng không                                 |                             | | Benito Mussolini (PNF) (tạm quyền từ ngày 30 tháng 8 năm 1925 đến ngày 3 tháng 1 năm 1926, chính thức từ ngày 3 tháng 1 năm 1926 đến ngày 12 tháng 9 năm 1929) | - Alberto Bonzani (Quân nhân) (từ 14 tháng 5 năm 1925 đến 6 tháng 11 năm 1926) - Italo Balbo (PNF) (từ 6 tháng 11 năm 1926 đến 12 tháng 9 năm 1929) - Raffaello Riccardi (PNF) (từ 12 tháng 9 năm 1929 đến 6 tháng 11 năm 1933) - Giuseppe Valle (PNF) (từ 6 tháng 11 năm 1933 đến 31 tháng 10 năm 1939) - Francesco Pricolo (Quân nhân) (từ 31 tháng 10 năm 1939 đến 15 tháng 11 năm 1941) - Rino Corso Fougier (Quân nhân) (từ 15 tháng 11 năm 1941 đến 25 tháng 7 năm 1943) |
| Hàng không                                 |                             | Italo Balbo (PNF) (từ 12 tháng 9 năm 1929 đến 6 tháng 11 năm 1933)                                                                                             | | - Alberto Bonzani (Quân nhân) (từ 14 tháng 5 năm 1925 đến 6 tháng 11 năm 1926) - Italo Balbo (PNF) (từ 6 tháng 11 năm 1926 đến 12 tháng 9 năm 1929) - Raffaello Riccardi (PNF) (từ 12 tháng 9 năm 1929 đến 6 tháng 11 năm 1933) - Giuseppe Valle (PNF) (từ 6 tháng 11 năm 1933 đến 31 tháng 10 năm 1939) - Francesco Pricolo (Quân nhân) (từ 31 tháng 10 năm 1939 đến 15 tháng 11 năm 1941) - Rino Corso Fougier (Quân nhân) (từ 15 tháng 11 năm 1941 đến 25 tháng 7 năm 1943) |
| Hàng không                                 |                             | Benito Mussolini (PNF) (từ 6 tháng 11 năm 1933 đến 25 tháng 7 năm 1943)                                                                                        | | - Alberto Bonzani (Quân nhân) (từ 14 tháng 5 năm 1925 đến 6 tháng 11 năm 1926) - Italo Balbo (PNF) (từ 6 tháng 11 năm 1926 đến 12 tháng 9 năm 1929) - Raffaello Riccardi (PNF) (từ 12 tháng 9 năm 1929 đến 6 tháng 11 năm 1933) - Giuseppe Valle (PNF) (từ 6 tháng 11 năm 1933 đến 31 tháng 10 năm 1939) - Francesco Pricolo (Quân nhân) (từ 31 tháng 10 năm 1939 đến 15 tháng 11 năm 1941) - Rino Corso Fougier (Quân nhân) (từ 15 tháng 11 năm 1941 đến 25 tháng 7 năm 1943) |
| Tập đoàn                                   |                             | | Benito Mussolini (PNF) (từ 2 tháng 7 năm 1926 đến 12 tháng 9 năm 1929)                                                                                         | - Giacomo Suardo (PNF) (từ 2 tháng 7 năm 1926 đến 6 tháng 11 năm 1926) - Giuseppe Bottai (PNF) (từ 6 tháng 11 năm 1926 đến 12 tháng 9 năm 1929) - Emanuele Trigona (PNF) (từ 12 tháng 9 năm 1929 đến 20 tháng 7 năm 1932) - Guglielmo Josa (PNF) (từ 12 tháng 9 năm 1929 đến 9 tháng 11 năm 1929) - Dino Alfieri (PNF) (từ 9 tháng 11 năm 1929 đến 20 tháng 7 năm 1932) - Alberto Asquini (PNF) (từ 20 tháng 7 năm 1932 đến 24 tháng 1 năm 1935) - Bruno Biagi (PNF) (từ 20 tháng 7 năm 1932 đến 24 tháng 1 năm 1935) - Ferruccio Lantini (PNF) (từ 24 tháng 1 năm 1935 đến 11 tháng 6 năm 1936) - Renato Ricci (PNF) (từ 20 tháng 11 năm 1937 đến 31 tháng 10 năm 1939) - Tullio Cianetti (PNF) (từ 22 tháng 7 năm 1939 đến 19 tháng 4 năm 1943) - Ermanno Amicucci (PNF) (từ 4 tháng 11 năm 1939 đến 25 tháng 7 năm 1943) - Giuseppe Lombrassa (PNF) (từ 26 tháng 2 năm 1942 đến 2 tháng 6 năm 1943) - Giovanni Battista Baccarini (PNF) (từ 30 tháng 4 năm 1943 đến 25 tháng 7 năm 1943) - Luigi Contu (PNF) (từ 2 tháng 6 năm 1943 đến 25 tháng 7 năm 1943) |
| Tập đoàn                                   |                             | Giuseppe Bottai (PNF) (từ 12 tháng 9 năm 1929 đến 20 tháng 7 năm 1932)                                                                                         | | - Giacomo Suardo (PNF) (từ 2 tháng 7 năm 1926 đến 6 tháng 11 năm 1926) - Giuseppe Bottai (PNF) (từ 6 tháng 11 năm 1926 đến 12 tháng 9 năm 1929) - Emanuele Trigona (PNF) (từ 12 tháng 9 năm 1929 đến 20 tháng 7 năm 1932) - Guglielmo Josa (PNF) (từ 12 tháng 9 năm 1929 đến 9 tháng 11 năm 1929) - Dino Alfieri (PNF) (từ 9 tháng 11 năm 1929 đến 20 tháng 7 năm 1932) - Alberto Asquini (PNF) (từ 20 tháng 7 năm 1932 đến 24 tháng 1 năm 1935) - Bruno Biagi (PNF) (từ 20 tháng 7 năm 1932 đến 24 tháng 1 năm 1935) - Ferruccio Lantini (PNF) (từ 24 tháng 1 năm 1935 đến 11 tháng 6 năm 1936) - Renato Ricci (PNF) (từ 20 tháng 11 năm 1937 đến 31 tháng 10 năm 1939) - Tullio Cianetti (PNF) (từ 22 tháng 7 năm 1939 đến 19 tháng 4 năm 1943) - Ermanno Amicucci (PNF) (từ 4 tháng 11 năm 1939 đến 25 tháng 7 năm 1943) - Giuseppe Lombrassa (PNF) (từ 26 tháng 2 năm 1942 đến 2 tháng 6 năm 1943) - Giovanni Battista Baccarini (PNF) (từ 30 tháng 4 năm 1943 đến 25 tháng 7 năm 1943) - Luigi Contu (PNF) (từ 2 tháng 6 năm 1943 đến 25 tháng 7 năm 1943) |
| Tập đoàn                                   |                             | Benito Mussolini (PNF) (từ 20 tháng 7 năm 1932 đến 11 tháng 6 năm 1936)                                                                                        | | - Giacomo Suardo (PNF) (từ 2 tháng 7 năm 1926 đến 6 tháng 11 năm 1926) - Giuseppe Bottai (PNF) (từ 6 tháng 11 năm 1926 đến 12 tháng 9 năm 1929) - Emanuele Trigona (PNF) (từ 12 tháng 9 năm 1929 đến 20 tháng 7 năm 1932) - Guglielmo Josa (PNF) (từ 12 tháng 9 năm 1929 đến 9 tháng 11 năm 1929) - Dino Alfieri (PNF) (từ 9 tháng 11 năm 1929 đến 20 tháng 7 năm 1932) - Alberto Asquini (PNF) (từ 20 tháng 7 năm 1932 đến 24 tháng 1 năm 1935) - Bruno Biagi (PNF) (từ 20 tháng 7 năm 1932 đến 24 tháng 1 năm 1935) - Ferruccio Lantini (PNF) (từ 24 tháng 1 năm 1935 đến 11 tháng 6 năm 1936) - Renato Ricci (PNF) (từ 20 tháng 11 năm 1937 đến 31 tháng 10 năm 1939) - Tullio Cianetti (PNF) (từ 22 tháng 7 năm 1939 đến 19 tháng 4 năm 1943) - Ermanno Amicucci (PNF) (từ 4 tháng 11 năm 1939 đến 25 tháng 7 năm 1943) - Giuseppe Lombrassa (PNF) (từ 26 tháng 2 năm 1942 đến 2 tháng 6 năm 1943) - Giovanni Battista Baccarini (PNF) (từ 30 tháng 4 năm 1943 đến 25 tháng 7 năm 1943) - Luigi Contu (PNF) (từ 2 tháng 6 năm 1943 đến 25 tháng 7 năm 1943) |
| Tập đoàn                                   |                             | Ferruccio Lantini (PNF) (từ 11 tháng 6 năm 1936 đến 31 tháng 10 năm 1939)                                                                                      | | - Giacomo Suardo (PNF) (từ 2 tháng 7 năm 1926 đến 6 tháng 11 năm 1926) - Giuseppe Bottai (PNF) (từ 6 tháng 11 năm 1926 đến 12 tháng 9 năm 1929) - Emanuele Trigona (PNF) (từ 12 tháng 9 năm 1929 đến 20 tháng 7 năm 1932) - Guglielmo Josa (PNF) (từ 12 tháng 9 năm 1929 đến 9 tháng 11 năm 1929) - Dino Alfieri (PNF) (từ 9 tháng 11 năm 1929 đến 20 tháng 7 năm 1932) - Alberto Asquini (PNF) (từ 20 tháng 7 năm 1932 đến 24 tháng 1 năm 1935) - Bruno Biagi (PNF) (từ 20 tháng 7 năm 1932 đến 24 tháng 1 năm 1935) - Ferruccio Lantini (PNF) (từ 24 tháng 1 năm 1935 đến 11 tháng 6 năm 1936) - Renato Ricci (PNF) (từ 20 tháng 11 năm 1937 đến 31 tháng 10 năm 1939) - Tullio Cianetti (PNF) (từ 22 tháng 7 năm 1939 đến 19 tháng 4 năm 1943) - Ermanno Amicucci (PNF) (từ 4 tháng 11 năm 1939 đến 25 tháng 7 năm 1943) - Giuseppe Lombrassa (PNF) (từ 26 tháng 2 năm 1942 đến 2 tháng 6 năm 1943) - Giovanni Battista Baccarini (PNF) (từ 30 tháng 4 năm 1943 đến 25 tháng 7 năm 1943) - Luigi Contu (PNF) (từ 2 tháng 6 năm 1943 đến 25 tháng 7 năm 1943) |
| Tập đoàn                                   |                             | Renato Ricci (PNF) (từ 31 tháng 10 năm 1939 đến 6 tháng 2 năm 1943)                                                                                            | | - Giacomo Suardo (PNF) (từ 2 tháng 7 năm 1926 đến 6 tháng 11 năm 1926) - Giuseppe Bottai (PNF) (từ 6 tháng 11 năm 1926 đến 12 tháng 9 năm 1929) - Emanuele Trigona (PNF) (từ 12 tháng 9 năm 1929 đến 20 tháng 7 năm 1932) - Guglielmo Josa (PNF) (từ 12 tháng 9 năm 1929 đến 9 tháng 11 năm 1929) - Dino Alfieri (PNF) (từ 9 tháng 11 năm 1929 đến 20 tháng 7 năm 1932) - Alberto Asquini (PNF) (từ 20 tháng 7 năm 1932 đến 24 tháng 1 năm 1935) - Bruno Biagi (PNF) (từ 20 tháng 7 năm 1932 đến 24 tháng 1 năm 1935) - Ferruccio Lantini (PNF) (từ 24 tháng 1 năm 1935 đến 11 tháng 6 năm 1936) - Renato Ricci (PNF) (từ 20 tháng 11 năm 1937 đến 31 tháng 10 năm 1939) - Tullio Cianetti (PNF) (từ 22 tháng 7 năm 1939 đến 19 tháng 4 năm 1943) - Ermanno Amicucci (PNF) (từ 4 tháng 11 năm 1939 đến 25 tháng 7 năm 1943) - Giuseppe Lombrassa (PNF) (từ 26 tháng 2 năm 1942 đến 2 tháng 6 năm 1943) - Giovanni Battista Baccarini (PNF) (từ 30 tháng 4 năm 1943 đến 25 tháng 7 năm 1943) - Luigi Contu (PNF) (từ 2 tháng 6 năm 1943 đến 25 tháng 7 năm 1943) |
| Tập đoàn                                   |                             | Carlo Tiengo (PNF) (từ 6 tháng 2 năm 1943 đến 19 tháng 4 năm 1943)                                                                                             | | - Giacomo Suardo (PNF) (từ 2 tháng 7 năm 1926 đến 6 tháng 11 năm 1926) - Giuseppe Bottai (PNF) (từ 6 tháng 11 năm 1926 đến 12 tháng 9 năm 1929) - Emanuele Trigona (PNF) (từ 12 tháng 9 năm 1929 đến 20 tháng 7 năm 1932) - Guglielmo Josa (PNF) (từ 12 tháng 9 năm 1929 đến 9 tháng 11 năm 1929) - Dino Alfieri (PNF) (từ 9 tháng 11 năm 1929 đến 20 tháng 7 năm 1932) - Alberto Asquini (PNF) (từ 20 tháng 7 năm 1932 đến 24 tháng 1 năm 1935) - Bruno Biagi (PNF) (từ 20 tháng 7 năm 1932 đến 24 tháng 1 năm 1935) - Ferruccio Lantini (PNF) (từ 24 tháng 1 năm 1935 đến 11 tháng 6 năm 1936) - Renato Ricci (PNF) (từ 20 tháng 11 năm 1937 đến 31 tháng 10 năm 1939) - Tullio Cianetti (PNF) (từ 22 tháng 7 năm 1939 đến 19 tháng 4 năm 1943) - Ermanno Amicucci (PNF) (từ 4 tháng 11 năm 1939 đến 25 tháng 7 năm 1943) - Giuseppe Lombrassa (PNF) (từ 26 tháng 2 năm 1942 đến 2 tháng 6 năm 1943) - Giovanni Battista Baccarini (PNF) (từ 30 tháng 4 năm 1943 đến 25 tháng 7 năm 1943) - Luigi Contu (PNF) (từ 2 tháng 6 năm 1943 đến 25 tháng 7 năm 1943) |
| Tập đoàn                                   |                             | Tullio Cianetti (PNF) (từ 19 tháng 4 năm 1943 đến 25 tháng 7 năm 1943)                                                                                         | | - Giacomo Suardo (PNF) (từ 2 tháng 7 năm 1926 đến 6 tháng 11 năm 1926) - Giuseppe Bottai (PNF) (từ 6 tháng 11 năm 1926 đến 12 tháng 9 năm 1929) - Emanuele Trigona (PNF) (từ 12 tháng 9 năm 1929 đến 20 tháng 7 năm 1932) - Guglielmo Josa (PNF) (từ 12 tháng 9 năm 1929 đến 9 tháng 11 năm 1929) - Dino Alfieri (PNF) (từ 9 tháng 11 năm 1929 đến 20 tháng 7 năm 1932) - Alberto Asquini (PNF) (từ 20 tháng 7 năm 1932 đến 24 tháng 1 năm 1935) - Bruno Biagi (PNF) (từ 20 tháng 7 năm 1932 đến 24 tháng 1 năm 1935) - Ferruccio Lantini (PNF) (từ 24 tháng 1 năm 1935 đến 11 tháng 6 năm 1936) - Renato Ricci (PNF) (từ 20 tháng 11 năm 1937 đến 31 tháng 10 năm 1939) - Tullio Cianetti (PNF) (từ 22 tháng 7 năm 1939 đến 19 tháng 4 năm 1943) - Ermanno Amicucci (PNF) (từ 4 tháng 11 năm 1939 đến 25 tháng 7 năm 1943) - Giuseppe Lombrassa (PNF) (từ 26 tháng 2 năm 1942 đến 2 tháng 6 năm 1943) - Giovanni Battista Baccarini (PNF) (từ 30 tháng 4 năm 1943 đến 25 tháng 7 năm 1943) - Luigi Contu (PNF) (từ 2 tháng 6 năm 1943 đến 25 tháng 7 năm 1943) |
| Nông lâm nghiệp                            |                             | | Giacomo Acerbo (PNF) (từ 12 tháng 9 năm 1929 đến 24 tháng 1 năm 1935)                                                                                          | - Arturo Marescalchi (PNF) (từ 12 tháng 9 năm 1929 đến 24 tháng 1 năm 1935) - Arrigo Serpieri (PNF) (từ 12 tháng 9 năm 1929 đến 24 tháng 1 năm 1935) - Gabriele Canelli (PNF) (từ 24 tháng 1 năm 1935 đến 19 tháng 4 năm 1937) - Giuseppe Tassinari (PNF)(từ 24 tháng 1 năm 1935 đến 31 tháng 10 năm 1939) - Sergio Nannini (PNF) (từ 31 tháng 10 năm 1939 đến 13 tháng 2 năm 1943) - Michele Pascolato (PNF) (từ 5 tháng 10 năm 1941 đến 13 tháng 2 năm 1943) - Carlo Fabrizi (PNF) (từ 13 tháng 2 năm 1943 đến 25 tháng 7 năm 1943) - Gutierrez Michele Spadafora (PNF) (từ 13 tháng 2 năm 1943 đến 25 tháng 7 năm 1943) |
| Nông lâm nghiệp                            |                             | Edmondo Rossoni (PNF) (từ 24 tháng 1 năm 1935 đến 31 tháng 10 năm 1939)                                                                                        | | - Arturo Marescalchi (PNF) (từ 12 tháng 9 năm 1929 đến 24 tháng 1 năm 1935) - Arrigo Serpieri (PNF) (từ 12 tháng 9 năm 1929 đến 24 tháng 1 năm 1935) - Gabriele Canelli (PNF) (từ 24 tháng 1 năm 1935 đến 19 tháng 4 năm 1937) - Giuseppe Tassinari (PNF)(từ 24 tháng 1 năm 1935 đến 31 tháng 10 năm 1939) - Sergio Nannini (PNF) (từ 31 tháng 10 năm 1939 đến 13 tháng 2 năm 1943) - Michele Pascolato (PNF) (từ 5 tháng 10 năm 1941 đến 13 tháng 2 năm 1943) - Carlo Fabrizi (PNF) (từ 13 tháng 2 năm 1943 đến 25 tháng 7 năm 1943) - Gutierrez Michele Spadafora (PNF) (từ 13 tháng 2 năm 1943 đến 25 tháng 7 năm 1943) |
| Nông lâm nghiệp                            |                             | Giuseppe Tassinari (PNF) (từ 31 tháng 10 năm 1939 đến 26 tháng 12 năm 1941)                                                                                    | | - Arturo Marescalchi (PNF) (từ 12 tháng 9 năm 1929 đến 24 tháng 1 năm 1935) - Arrigo Serpieri (PNF) (từ 12 tháng 9 năm 1929 đến 24 tháng 1 năm 1935) - Gabriele Canelli (PNF) (từ 24 tháng 1 năm 1935 đến 19 tháng 4 năm 1937) - Giuseppe Tassinari (PNF)(từ 24 tháng 1 năm 1935 đến 31 tháng 10 năm 1939) - Sergio Nannini (PNF) (từ 31 tháng 10 năm 1939 đến 13 tháng 2 năm 1943) - Michele Pascolato (PNF) (từ 5 tháng 10 năm 1941 đến 13 tháng 2 năm 1943) - Carlo Fabrizi (PNF) (từ 13 tháng 2 năm 1943 đến 25 tháng 7 năm 1943) - Gutierrez Michele Spadafora (PNF) (từ 13 tháng 2 năm 1943 đến 25 tháng 7 năm 1943) |
| Nông lâm nghiệp                            |                             | Carlo Pareschi (PNF) (từ 26 tháng 12 năm 1941 đến 25 tháng 7 năm 1943)                                                                                         | | - Arturo Marescalchi (PNF) (từ 12 tháng 9 năm 1929 đến 24 tháng 1 năm 1935) - Arrigo Serpieri (PNF) (từ 12 tháng 9 năm 1929 đến 24 tháng 1 năm 1935) - Gabriele Canelli (PNF) (từ 24 tháng 1 năm 1935 đến 19 tháng 4 năm 1937) - Giuseppe Tassinari (PNF)(từ 24 tháng 1 năm 1935 đến 31 tháng 10 năm 1939) - Sergio Nannini (PNF) (từ 31 tháng 10 năm 1939 đến 13 tháng 2 năm 1943) - Michele Pascolato (PNF) (từ 5 tháng 10 năm 1941 đến 13 tháng 2 năm 1943) - Carlo Fabrizi (PNF) (từ 13 tháng 2 năm 1943 đến 25 tháng 7 năm 1943) - Gutierrez Michele Spadafora (PNF) (từ 13 tháng 2 năm 1943 đến 25 tháng 7 năm 1943) |
| Giáo dục Quốc dân                          |                             | | Balbino Giuliano (PNF) (từ 12 tháng 9 năm 1929 đến 20 tháng 7 năm 1932)                                                                                        | - Renato Ricci (PNF) (từ 12 tháng 9 năm 1929 đến 12 tháng 11 năm 1937) - Salvatore Di Marzo (PNF) (từ 12 tháng 9 năm 1929 đến 20 tháng 7 năm 1932) - Arrigo Solmi (PNF) (từ 20 tháng 7 năm 1932 đến 24 tháng 1 năm 1935) - Riccardo Del Giudice (PNF) (5 tháng 12 năm 1939 đến 13 tháng 2 năm 1943) - Emilio Bodrero (PNF) (từ 18 tháng 2 năm 1941 đến 15 tháng 5 năm 1941) - Guido Rispoli (PNF) (từ 13 tháng 2 năm 1943 đến 25 tháng 7 năm 1943) |
| Giáo dục Quốc dân                          |                             | Francesco Ercole (PNF) (từ 20 tháng 7 năm 1932 đến 24 tháng 1 năm 1935)                                                                                        | | - Renato Ricci (PNF) (từ 12 tháng 9 năm 1929 đến 12 tháng 11 năm 1937) - Salvatore Di Marzo (PNF) (từ 12 tháng 9 năm 1929 đến 20 tháng 7 năm 1932) - Arrigo Solmi (PNF) (từ 20 tháng 7 năm 1932 đến 24 tháng 1 năm 1935) - Riccardo Del Giudice (PNF) (5 tháng 12 năm 1939 đến 13 tháng 2 năm 1943) - Emilio Bodrero (PNF) (từ 18 tháng 2 năm 1941 đến 15 tháng 5 năm 1941) - Guido Rispoli (PNF) (từ 13 tháng 2 năm 1943 đến 25 tháng 7 năm 1943) |
| Giáo dục Quốc dân                          |                             | Cesare Maria De Vecchi (PNF) (từ 24 tháng 1 năm 1925 đến 15 tháng 11 năm 1936)                                                                                 | | - Renato Ricci (PNF) (từ 12 tháng 9 năm 1929 đến 12 tháng 11 năm 1937) - Salvatore Di Marzo (PNF) (từ 12 tháng 9 năm 1929 đến 20 tháng 7 năm 1932) - Arrigo Solmi (PNF) (từ 20 tháng 7 năm 1932 đến 24 tháng 1 năm 1935) - Riccardo Del Giudice (PNF) (5 tháng 12 năm 1939 đến 13 tháng 2 năm 1943) - Emilio Bodrero (PNF) (từ 18 tháng 2 năm 1941 đến 15 tháng 5 năm 1941) - Guido Rispoli (PNF) (từ 13 tháng 2 năm 1943 đến 25 tháng 7 năm 1943) |
| Giáo dục Quốc dân                          |                             | Giuseppe Bottai (PNF) (từ 15 tháng 11 năm 1936 đến 6 tháng 2 năm 1943)                                                                                         | | - Renato Ricci (PNF) (từ 12 tháng 9 năm 1929 đến 12 tháng 11 năm 1937) - Salvatore Di Marzo (PNF) (từ 12 tháng 9 năm 1929 đến 20 tháng 7 năm 1932) - Arrigo Solmi (PNF) (từ 20 tháng 7 năm 1932 đến 24 tháng 1 năm 1935) - Riccardo Del Giudice (PNF) (5 tháng 12 năm 1939 đến 13 tháng 2 năm 1943) - Emilio Bodrero (PNF) (từ 18 tháng 2 năm 1941 đến 15 tháng 5 năm 1941) - Guido Rispoli (PNF) (từ 13 tháng 2 năm 1943 đến 25 tháng 7 năm 1943) |
| Giáo dục Quốc dân                          |                             | Carlo Alberto Biggini (PNF) (từ 6 tháng 2 năm 1943 đến 25 tháng 7 năm 1943)                                                                                    | | - Renato Ricci (PNF) (từ 12 tháng 9 năm 1929 đến 12 tháng 11 năm 1937) - Salvatore Di Marzo (PNF) (từ 12 tháng 9 năm 1929 đến 20 tháng 7 năm 1932) - Arrigo Solmi (PNF) (từ 20 tháng 7 năm 1932 đến 24 tháng 1 năm 1935) - Riccardo Del Giudice (PNF) (5 tháng 12 năm 1939 đến 13 tháng 2 năm 1943) - Emilio Bodrero (PNF) (từ 18 tháng 2 năm 1941 đến 15 tháng 5 năm 1941) - Guido Rispoli (PNF) (từ 13 tháng 2 năm 1943 đến 25 tháng 7 năm 1943) |
| Tư pháp và Ân xá                           |                             | | Pietro De Francisci (PNF) (từ 20 tháng 7 năm 1932 đến 24 tháng 1 năm 1935)                                                                                     | - Antonio Albertini (PNF) (từ 20 tháng 7 năm 1932 đến 24 tháng 1 năm 1935) - Cesare Tumedei (PNF) (từ 24 tháng 1 năm 1935 đến 15 tháng 11 năm 1936) - Antonio Putzolu (PNF) (từ 5 tháng 3 năm 1940 đến 25 tháng 7 năm 1943) |
| Tư pháp và Ân xá                           |                             | Arrigo Solmi (PNF) (từ 24 tháng 1 năm 1935 đến 12 tháng 7 năm 1939)                                                                                            | | - Antonio Albertini (PNF) (từ 20 tháng 7 năm 1932 đến 24 tháng 1 năm 1935) - Cesare Tumedei (PNF) (từ 24 tháng 1 năm 1935 đến 15 tháng 11 năm 1936) - Antonio Putzolu (PNF) (từ 5 tháng 3 năm 1940 đến 25 tháng 7 năm 1943) |
| Tư pháp và Ân xá                           |                             | Dino Grandi (PNF) (từ 12 tháng 7 năm 1939 đến 6 tháng 2 năm 1943)                                                                                              | | - Antonio Albertini (PNF) (từ 20 tháng 7 năm 1932 đến 24 tháng 1 năm 1935) - Cesare Tumedei (PNF) (từ 24 tháng 1 năm 1935 đến 15 tháng 11 năm 1936) - Antonio Putzolu (PNF) (từ 5 tháng 3 năm 1940 đến 25 tháng 7 năm 1943) |
| Tư pháp và Ân xá                           |                             | Alfredo De Marsico (PNF) (từ 6 tháng 2 năm 1943 đến 25 tháng 7 năm 1943)                                                                                       | | - Antonio Albertini (PNF) (từ 20 tháng 7 năm 1932 đến 24 tháng 1 năm 1935) - Cesare Tumedei (PNF) (từ 24 tháng 1 năm 1935 đến 15 tháng 11 năm 1936) - Antonio Putzolu (PNF) (từ 5 tháng 3 năm 1940 đến 25 tháng 7 năm 1943) |
| Báo chí và tuyên truyền                    |                             | | Galeazzo Ciano (PNF) (từ 26 tháng 6 năm 1935 đến 11 tháng 6 năm 1936)                                                                                          | - Dino Alfieri (PNF) (từ 22 tháng 8 năm 1935 đến 11 tháng 6 năm 1936) |
| Báo chí và tuyên truyền                    |                             | Dino Alfieri (PNF) (từ 11 tháng 6 năm 1936 đến 27 tháng 5 năm 1937)                                                                                            | | - Dino Alfieri (PNF) (từ 22 tháng 8 năm 1935 đến 11 tháng 6 năm 1936) |
| Châu Phi thuộc Ý                           |                             | | Alessandro Lessona (PNF) (từ 8 tháng 4 năm 1937 đến 20 tháng 11 năm 1937)                                                                                      | - Attilio Teruzzi (PNF) (từ 20 tháng 11 năm 1937 đến 31 tháng 10 năm 1939) |
| Châu Phi thuộc Ý                           |                             | Benito Mussolini (PNF) (từ 20 tháng 11 năm 1937 đến 31 tháng 10 năm 1939)                                                                                      | | - Attilio Teruzzi (PNF) (từ 20 tháng 11 năm 1937 đến 31 tháng 10 năm 1939) |
| Châu Phi thuộc Ý                           |                             | Attilio Teruzzi (PNF) (từ 31 tháng 10 năm 1939 đến 25 tháng 7 năm 1943)                                                                                        | | - Attilio Teruzzi (PNF) (từ 20 tháng 11 năm 1937 đến 31 tháng 10 năm 1939) |
| Văn hóa Đại chúng                          |                             | | Dino Alfieri (PNF) (từ 27 tháng 5 năm 1937 đến 31 tháng 10 năm 1939)                                                                                           | - Gaetano Polverelli (PNF) (từ 12 tháng 1 năm 1941 đến 6 tháng 2 năm 1943) - Renato Rinaldi (PNF) (từ 15 tháng 2 năm 1943 đến 25 tháng 7 năm 1943) |
| Văn hóa Đại chúng                          |                             | Alessandro Pavolini (PNF) (từ 31 tháng 10 năm 1939 đến 6 tháng 2 năm 1943)                                                                                     | | - Gaetano Polverelli (PNF) (từ 12 tháng 1 năm 1941 đến 6 tháng 2 năm 1943) - Renato Rinaldi (PNF) (từ 15 tháng 2 năm 1943 đến 25 tháng 7 năm 1943) |
| Văn hóa Đại chúng                          |                             | Gaetano Polverelli (PNF) (từ 6 tháng 2 năm 1943 đến 25 tháng 7 năm 1943)                                                                                       | | - Gaetano Polverelli (PNF) (từ 12 tháng 1 năm 1941 đến 6 tháng 2 năm 1943) - Renato Rinaldi (PNF) (từ 15 tháng 2 năm 1943 đến 25 tháng 7 năm 1943) |
| Bí thư Đảng Phát xít Quốc gia              |                             | | Achille Starace (PNF) (từ 11 tháng 1 năm 1937 đến 31 tháng 10 năm 1939)                                                                                        | Achille Starace (PNF) (từ 11 tháng 1 năm 1937 đến 31 tháng 10 năm 1939) |
| Bí thư Đảng Phát xít Quốc gia              |                             | Ettore Muti (PNF) (từ 31 tháng 10 năm 1939 đến 30 tháng 10 năm 1940)                                                                                           | | |
| Bí thư Đảng Phát xít Quốc gia              |                             | Adelchi Serena (PNF) (từ 30 tháng 10 năm 1940 đến 26 tháng 12 năm 1941)                                                                                        | | |
| Bí thư Đảng Phát xít Quốc gia              |                             | Aldo Vidussoni (PNF) (từ 26 tháng 12 năm 1941 đến 19 tháng 4 năm 1943)                                                                                         | | |
| Bí thư Đảng Phát xít Quốc gia              |                             | Carlo Scorza (PNF) (từ 19 tháng 4 năm 1943 đến 25 tháng 7 năm 1943)                                                                                            | | |
| Thương mại và Tiền tệ                      |                             | | Felice Guarneri (PNF) (từ 20 tháng 11 năm 1937 đến 31 tháng 10 năm 1939)                                                                                       | - Salvatore Gatti (PNF) (từ 18 tháng 2 năm 1941 đến 8 tháng 5 năm 1941) |
| Thương mại và Tiền tệ                      |                             | Raffaello Riccardi (PNF) (từ 31 tháng 10 năm 1939 đến 6 tháng 2 năm 1943)                                                                                      | | - Salvatore Gatti (PNF) (từ 18 tháng 2 năm 1941 đến 8 tháng 5 năm 1941) |
| Thương mại và Tiền tệ                      |                             | Oreste Bonomi (PNF) (từ 6 tháng 2 năm 1943 đến 25 tháng 7 năm 1943)                                                                                            | | - Salvatore Gatti (PNF) (từ 18 tháng 2 năm 1941 đến 8 tháng 5 năm 1941) |
| Sản xuất Chiến tranh                       |                             | | Carlo Favagrossa (PNF) (từ 6 tháng 2 năm 1943 đến 25 tháng 7 năm 1943)                                                                                         | Carlo Favagrossa (PNF) (từ 6 tháng 2 năm 1943 đến 25 tháng 7 năm 1943) |
| Ủy viên Dịch vụ Hàng hải Thương mại        |                             | | Costanzo Ciano (PNF) (từ 19 tháng 11 năm 1922 đến 30 tháng 4 năm 1924)                                                                                         | Costanzo Ciano (PNF) (từ 19 tháng 11 năm 1922 đến 30 tháng 4 năm 1924) |
| Ủy viên Không quân                         |                             | | Benito Mussolini (PNF) (từ 24 tháng 1 năm 1923 đến 30 tháng 8 năm 1925)                                                                                        | Benito Mussolini (PNF) (từ 24 tháng 1 năm 1923 đến 30 tháng 8 năm 1925) |
| Bộ trưởng sẵn sàng nhận nhiệm vụ đặc biệt  |                             | | Giovanni Giuriati (PNF) (từ 11 tháng 3 năm 1923 đến 24 tháng 1 năm 1924)                                                                                       | Giovanni Giuriati (PNF) (từ 11 tháng 3 năm 1923 đến 24 tháng 1 năm 1924) |

## Kết thúc
Năm 1943, sau nhiều thất bại quân sự trong Thế chiến thứ hai, Mussolini mất đi sự ủng hộ. Ngày 25 tháng 7 năm 1943, ông bị Hội đồng Phát xít loại bỏ và bị bắt giữ theo lệnh của Vua Victor Emmanuel III. Năm 1944, Mussolini được giải cứu bởi quân Đức và được đặt làm lãnh đạo Cộng hòa Xã hội Ý (Repubblica Sociale Italiana) tại miền bắc Ý, nhưng chỉ là một chính phủ bù nhìn dưới sự kiểm soát của Đức Quốc xã.
Vào ngày 28 tháng 4 năm 1945, Mussolini bị bắt khi cố gắng trốn sang Thụy Sĩ và bị xử tử bởi lực lượng kháng chiến Ý.